# Saint-Connan
Pour les articles homonymes, voir Connan.
Saint-Connan [sɛ̃kɔnɑ̃] est une commune du département des Côtes-d'Armor, dans la région Bretagne, en France.
Le nom de la commune en breton est Sant-Konan.

## Géographie

### Localisation

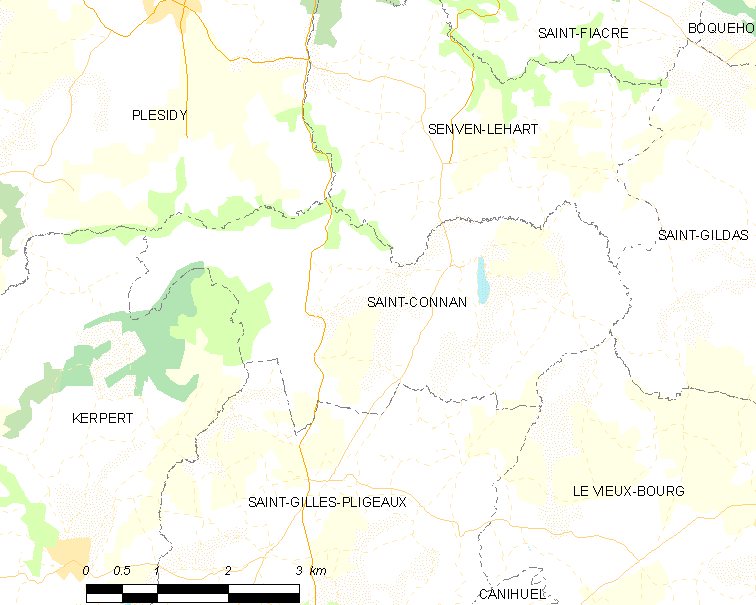
Carte de Saint-Connan et des communes avoisinantes.

Saint-Connan fait partie du canton de Saint-Nicolas-du-Pélem et dépend de l'arrondissement de Guingamp.

### Communes limitrophes
| Plésidy | Senven-Léhart         |              |
|         | de Saint-Connan       | Saint-Gildas |
|         | Saint-Gilles-Pligeaux |              |

### Relief et hydrographie
Le relief de la commune est assez accidenté : les points les plus élevés sont à l'Est (281 mètres à la Villeneuve, point le plus élevé), au Sud (270 mètres au sud de Coat ar Bellégues et 261 mètres au point le plus au sud du territoire communal) ; la partie ouest est moins élevée (231 mètres à Sainte-Marie, 220 mètres à l'extrême ouest, au sud de la chapelle du Logo) ; le Nord de la commune est moins élevé, le point le plus bas se trouve à la confluence du Trieux et du Ruisseau de la Villeneuve à 161 mètres d'altitude. Le bourg est vers 220 mètres.

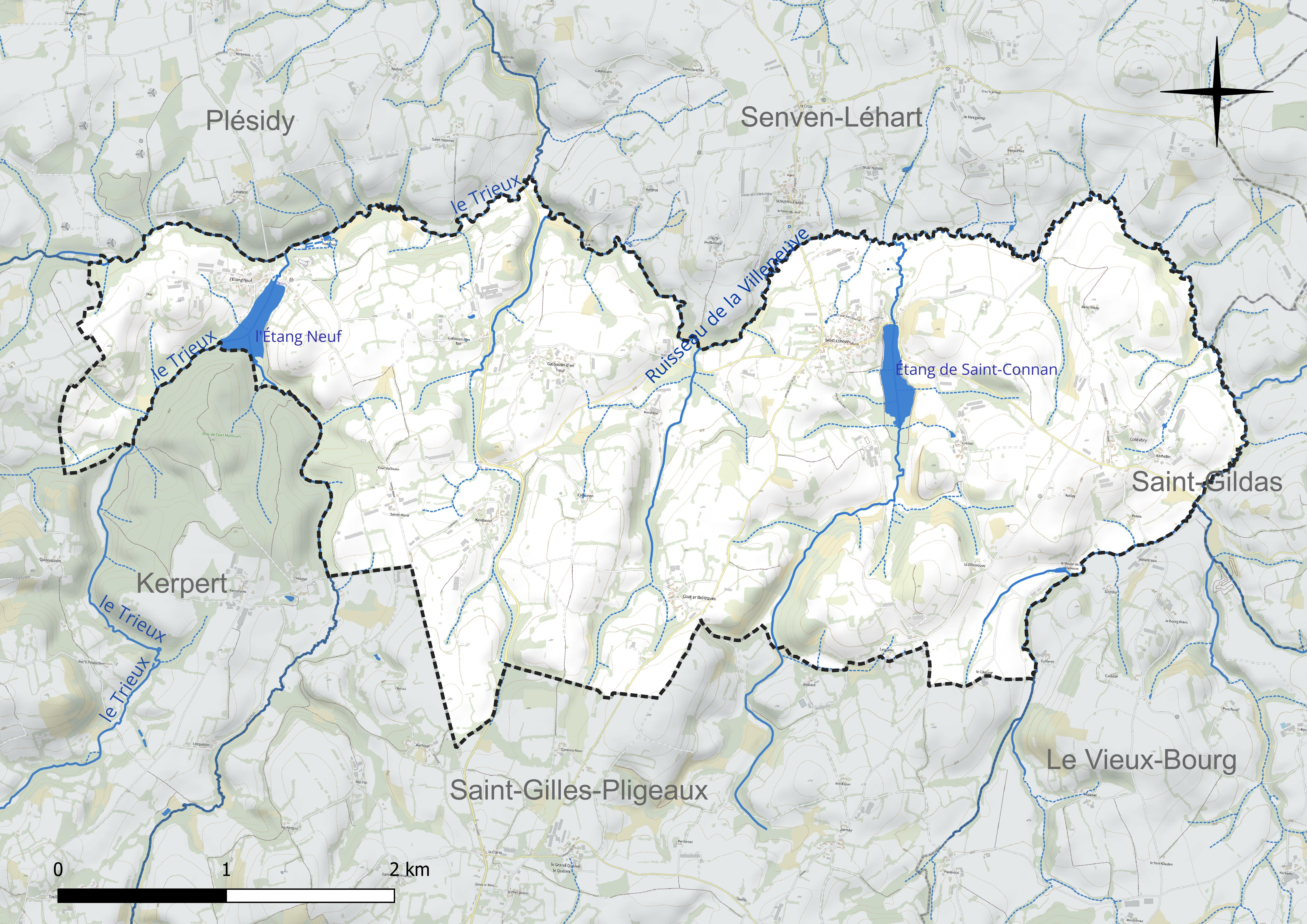
Carte du réseau hydrographique de Saint-Connan.

Situé à 218 mètres d'altitude, le fleuve côtier Trieux est le principal cours d'eau qui traverse la partie Nord-Ouest du finage communal, puis le longe servant de limite commune avec Plésidy ; son affluent de rive droite, le Ruisseau de la Villeneuve, sépare côté Est Saint-Connan du Vieux-Bourg et de Saint-Gildas et côté Nord de Senven-Léhart. Un de ses affluents alimente l'un des deux étangs de la commune, l'Étang du Bourg (dit aussi l'étang de Saint-Connan) ; l'autre étang, l'Étang Neuf, situé au nord-ouest du territoire communal, est directement sur le Trieux ; chacun de ces deux étangs est d'une superficie de 9 hectares chacun environ, de deux à trois mètres de profondeur et qualifiés en 1890 par Jean-Marie Rigaud de « très poissonneux ». Un parcours dédié à la pêche de la truite à la mouche en réservoir a été aménagé à l'Étang Neuf par la fédération de pêche.

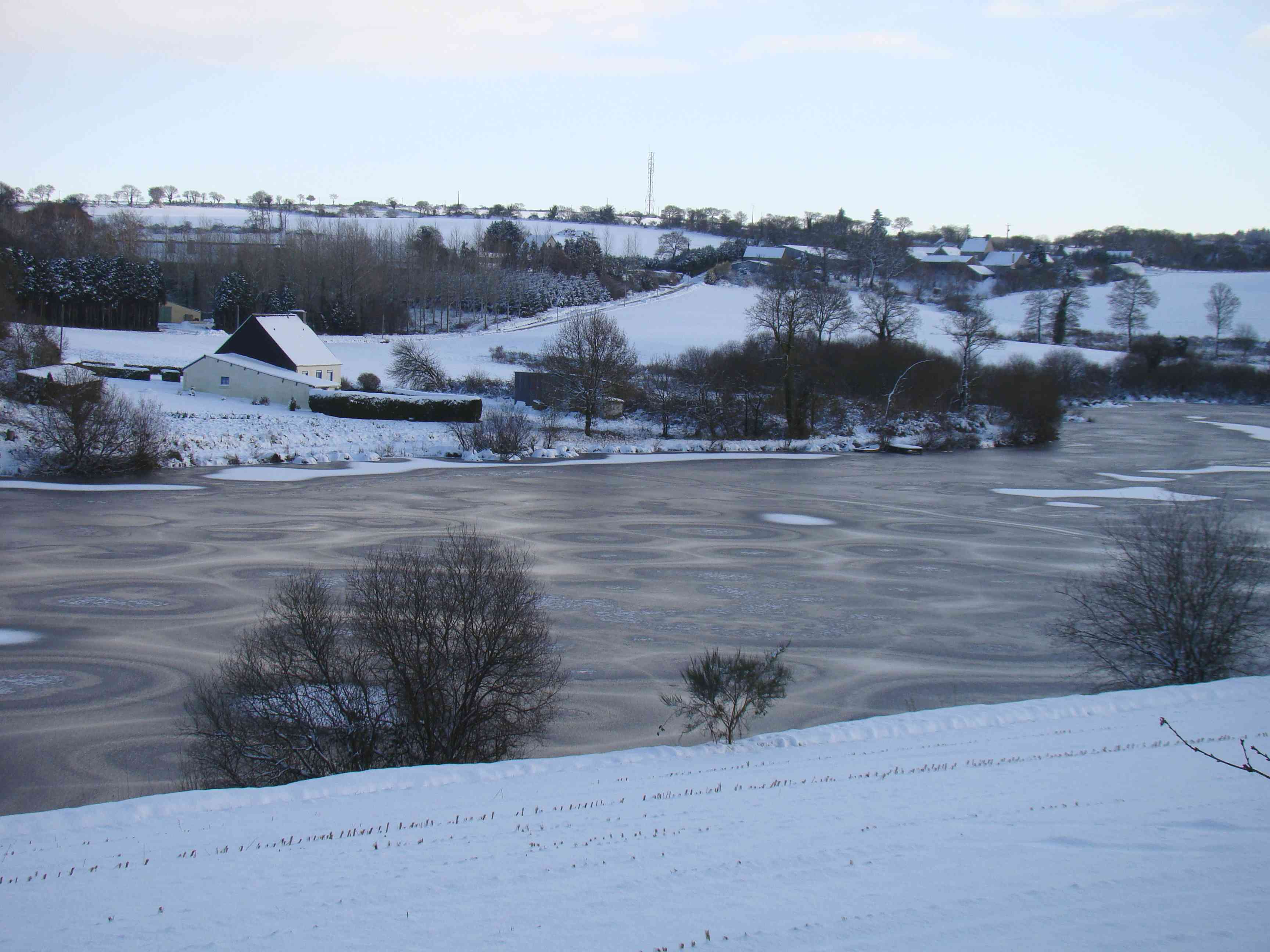
L'étang du Bourg en décembre 2009.
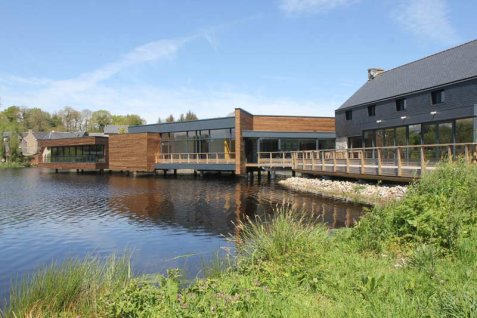
Musée et étang en février 2014.

### Hydrographie
Pour un article plus général, voir Réseau hydrographique des Côtes-d'Armor.
La commune est située dans le bassin Loire-Bretagne. Elle est drainée par le Trieux, la Villeneuve et un autre petit cours d'eau,.
Le Trieux, d'une longueur de 72 km, prend sa source dans la commune de Kerpert et se jette  dans la Manche entre Lézardrieux et Ploubazlanec, après avoir traversé 21 communes. 
La Villeneuve, d'une longueur de 12 km, prend sa source dans la commune du Vieux-Bourg et se jette  dans le Trieux sur la commune, après avoir traversé cinq communes. 
Deux plans d'eau complètent le réseau hydrographique : l'étang de Saint-Connan (7,11 ha) et l'étang Neuf (7,12 ha),.

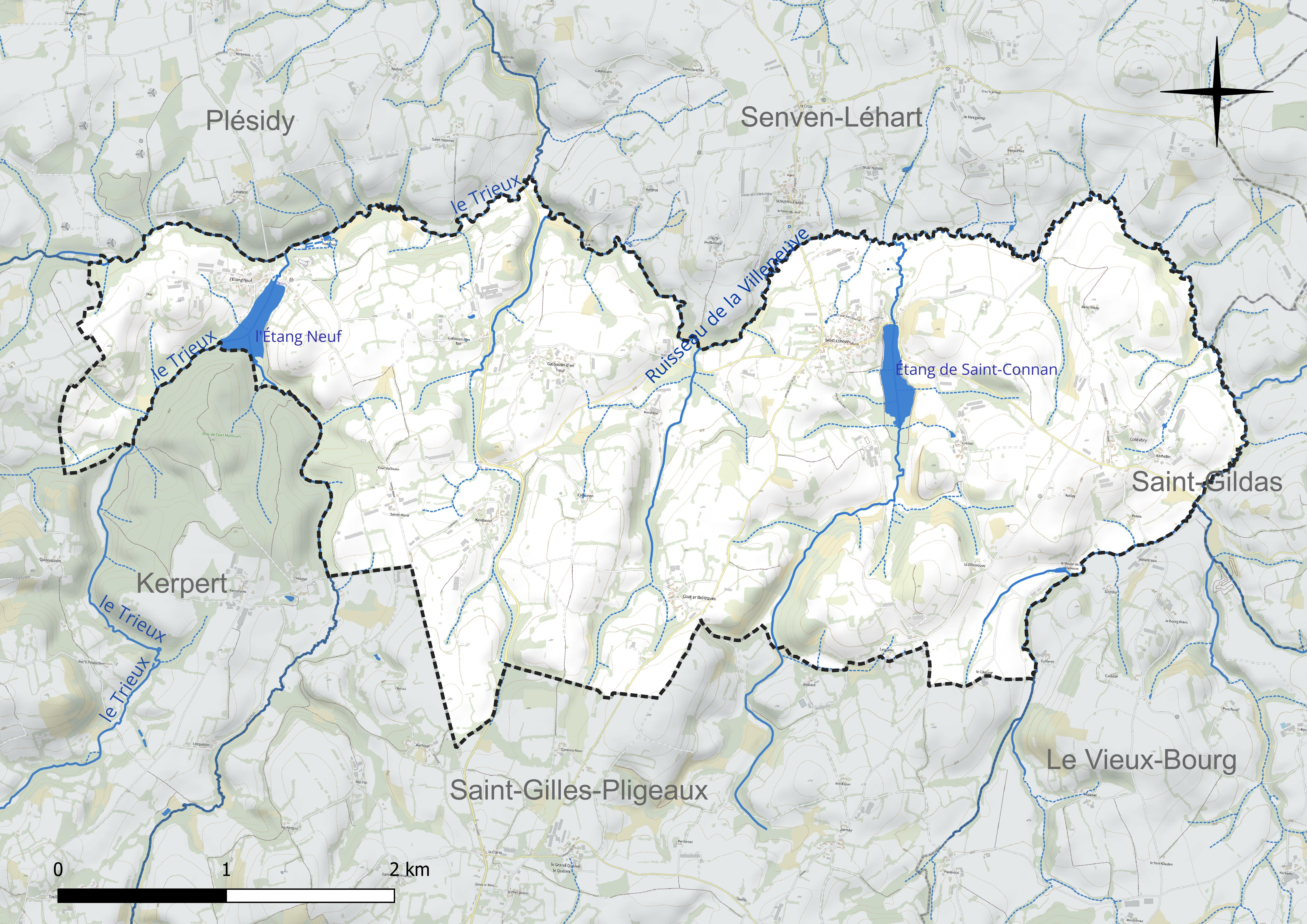
Réseau hydrographique de Saint-Connan.

### Climat
Pour des articles plus généraux, voir Climat de la Bretagne et Climat des Côtes-d'Armor.
En 2010, le climat de la commune est de type climat océanique franc, selon une étude du CNRS s'appuyant sur une série de données couvrant la période 1971-2000. En 2020, Météo-France publie une typologie des climats de la France métropolitaine dans laquelle la commune est exposée à un climat océanique et est dans la région climatique  Finistère nord, caractérisée par une pluviométrie élevée, des températures douces en hiver (6 °C), fraîches en été et des vents forts. Parallèlement l'observatoire de l'environnement en Bretagne publie en 2020 un zonage climatique de la région Bretagne, s'appuyant sur des données de Météo-France de 2009. La commune est, selon ce zonage, dans la zone « Monts d'Arrée », avec des hivers froids, peu de chaleurs et de fortes pluies.

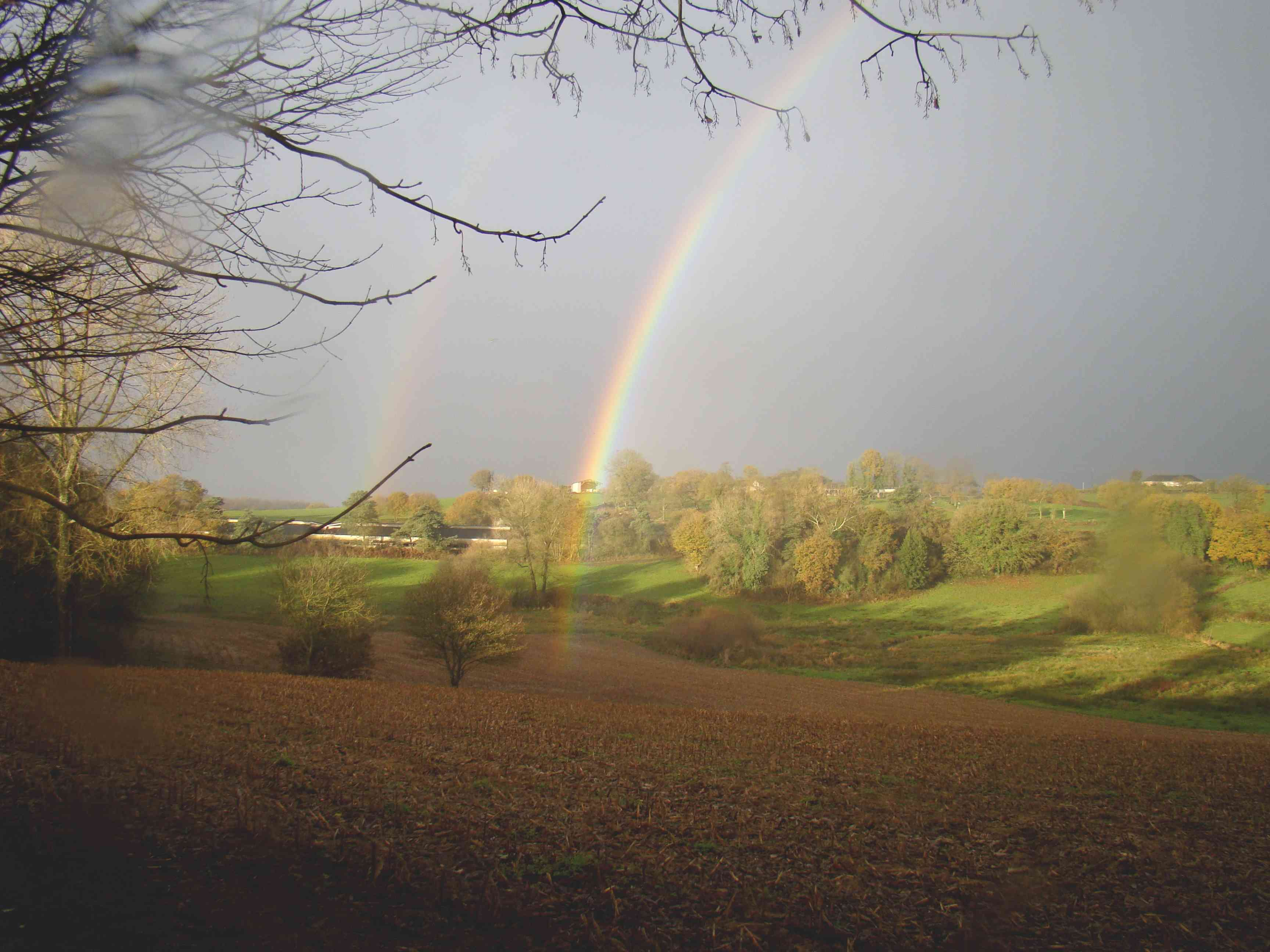
Automne à Saint-Connan.

Pour la période 1971-2000, la température annuelle moyenne est de 10,8 °C, avec une amplitude thermique annuelle de 11,5 °C. Le cumul annuel moyen de précipitations est de 997 mm, avec 15,3 jours de précipitations en janvier et 7,9 jours en juillet. Pour la période 1991-2020, la température moyenne annuelle observée sur la station météorologique la plus proche, située sur la commune de Kerpert à 7 km à vol d'oiseau, est de 10,8 °C et le cumul annuel moyen de précipitations est de 1 088,9 mm,. Pour l'avenir, les paramètres climatiques de la commune estimés pour 2050 selon différents scénarios d'émission de gaz à effet de serre sont consultables sur un site dédié publié par Météo-France en novembre 2022.

### Transports
Saint-Connan n'est desservi que par une seule route départementale d'importance secondaire, la D 4, qui, côté nord vient de Saint-Fiacre et Senven-Léhart et, côté sud, dessert Saint-Gilles-Pligeaux et Canihuel ; toutefois la D 767 (ancienne Route nationale 167) venant de Guingamp côté nord, et se dirigeant vers Corlay côté sud longe un temps le territoire communal, mais en passant sur la rive gauche du Trieux, côté Kerpert.

### Habitat et paysages
Saint-Connan présente un paysage de bocage avec un habitat dispersé en écarts formés de hameaux (Saint-David, Galbouan d'en Haut, Coldabry, Coat ar Belléques) et fermes isolées. Éloignée des grands centres urbains et des principaux axes de communication, la commune a conservé son caractère rural, ne connaissant pas de rurbanisation. Au contraire la commune a connu depuis le début du XXe siècle un fort dépeuplement, perdant les deux-tiers de ses habitants en raison d'un important exode rural.
Une vue aérienne du bourg est disponible sur un site Internet.

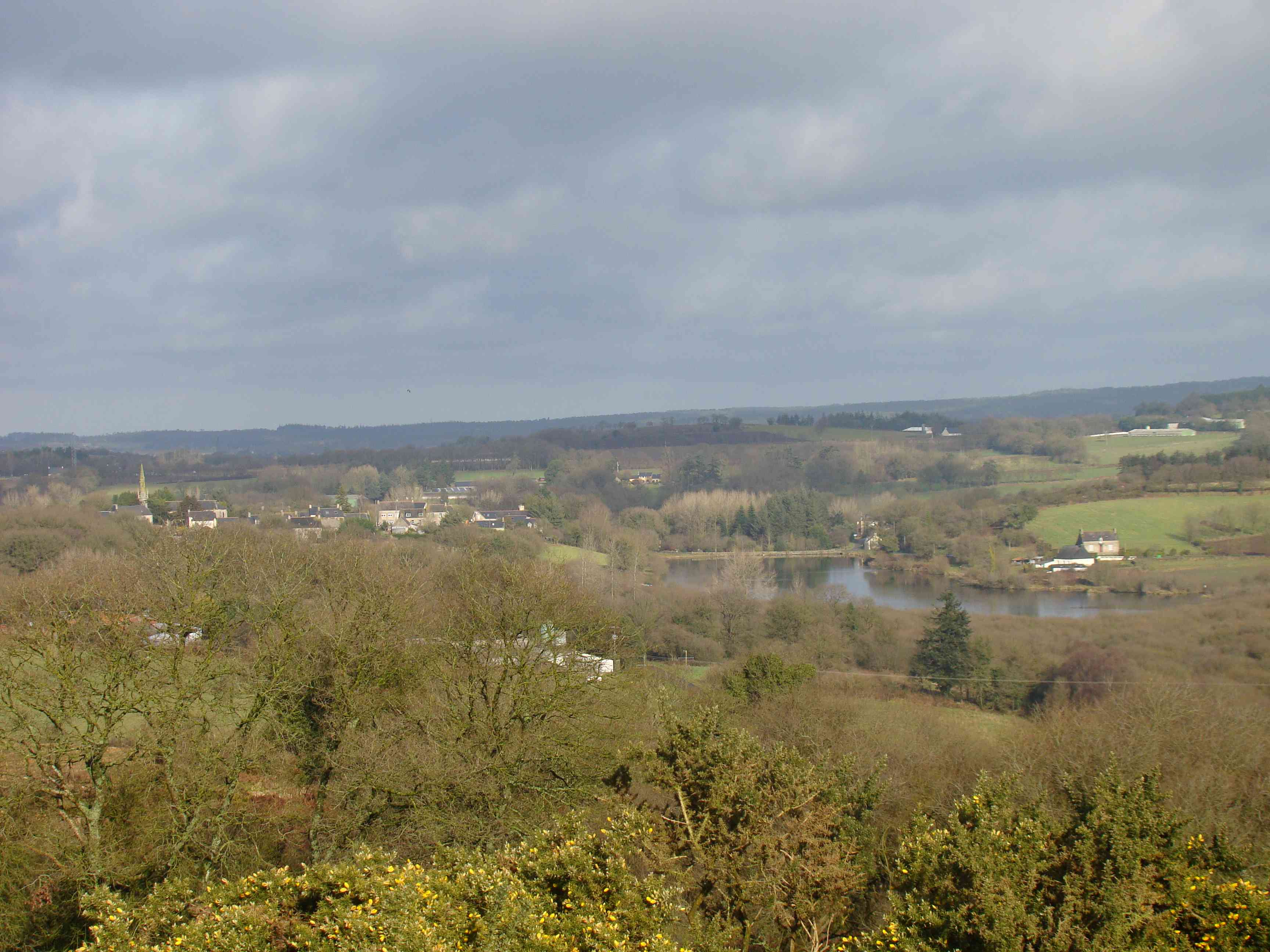
Le bourg de Saint-Connan et son étang.

Les bois sont rares : celui de Saint-Bernard est une annexe de la forêt de Coat-Mallouen, située en Kerpert.

## Urbanisme

### Typologie
Au 1er janvier 2024, Saint-Connan est catégorisée commune rurale à habitat très dispersé, selon la nouvelle grille communale de densité à 7 niveaux définie par l'Insee en 2022.
Elle est située hors unité urbaine et hors attraction des villes,.

### Occupation des sols
L'occupation des sols de la commune, telle qu'elle ressort de la base de données européenne d’occupation biophysique des sols Corine Land Cover (CLC), est marquée par l'importance des territoires agricoles (93 % en 2018), une proportion sensiblement équivalente à celle de 1990 (92,6 %). La répartition détaillée en 2018 est la suivante : 
zones agricoles hétérogènes (82,2 %), terres arables (10,8 %), forêts (7 %). L'évolution de l’occupation des sols de la commune et de ses infrastructures peut être observée sur les différentes représentations cartographiques du territoire : la carte de Cassini (XVIIIe siècle), la carte d'état-major (1820-1866) et les cartes ou photos aériennes de l'IGN pour la période actuelle (1950 à aujourd'hui).

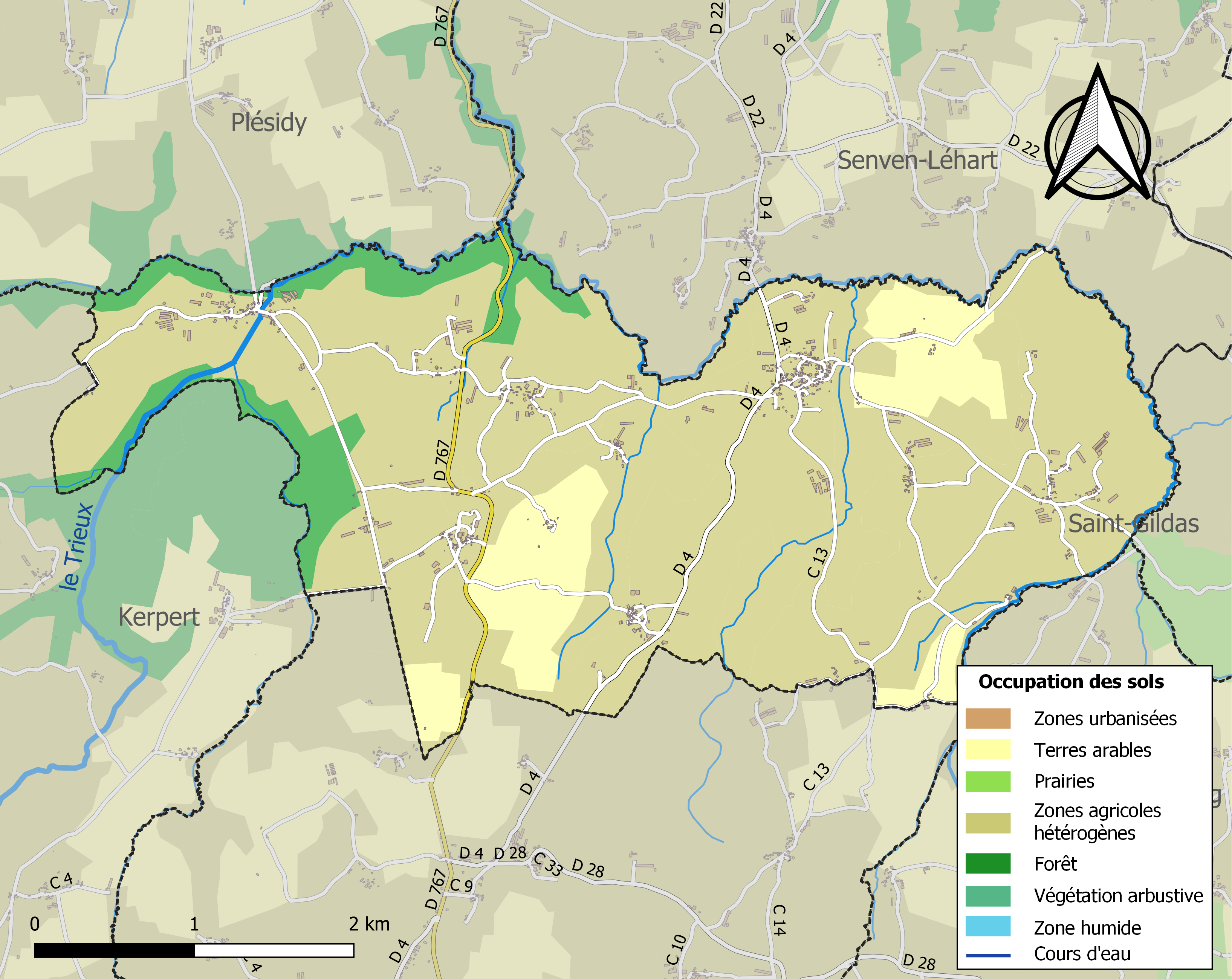
Carte des infrastructures et de l'occupation des sols de la commune en 2018 (CLC).

## Toponymie
Le nom de la localité est attesté sous les formes Sanctus Conanus en 1156 et en 1166, treffve Sainct Chorentin en 1535 et en 1536.

Sous l’Ancien Régime, on trouve les formes suivantes : Saint-Connen, Saint-Conan ou Saint-Connan.
Saint-Connan vient du nom d’un moine d’origine armoricaine, disciple de saint Cadoc et/ou de saint Cadvan, établi dans l'île d'Ely (Bardsey island).
Au cours de la Révolution française, la commune porta provisoirement le nom de Roc-Conan.

## Histoire

### Préhistoire et Antiquité
Un dolmen se trouve près des ruines de l'ancien château-fort de la Ville-Neuve.

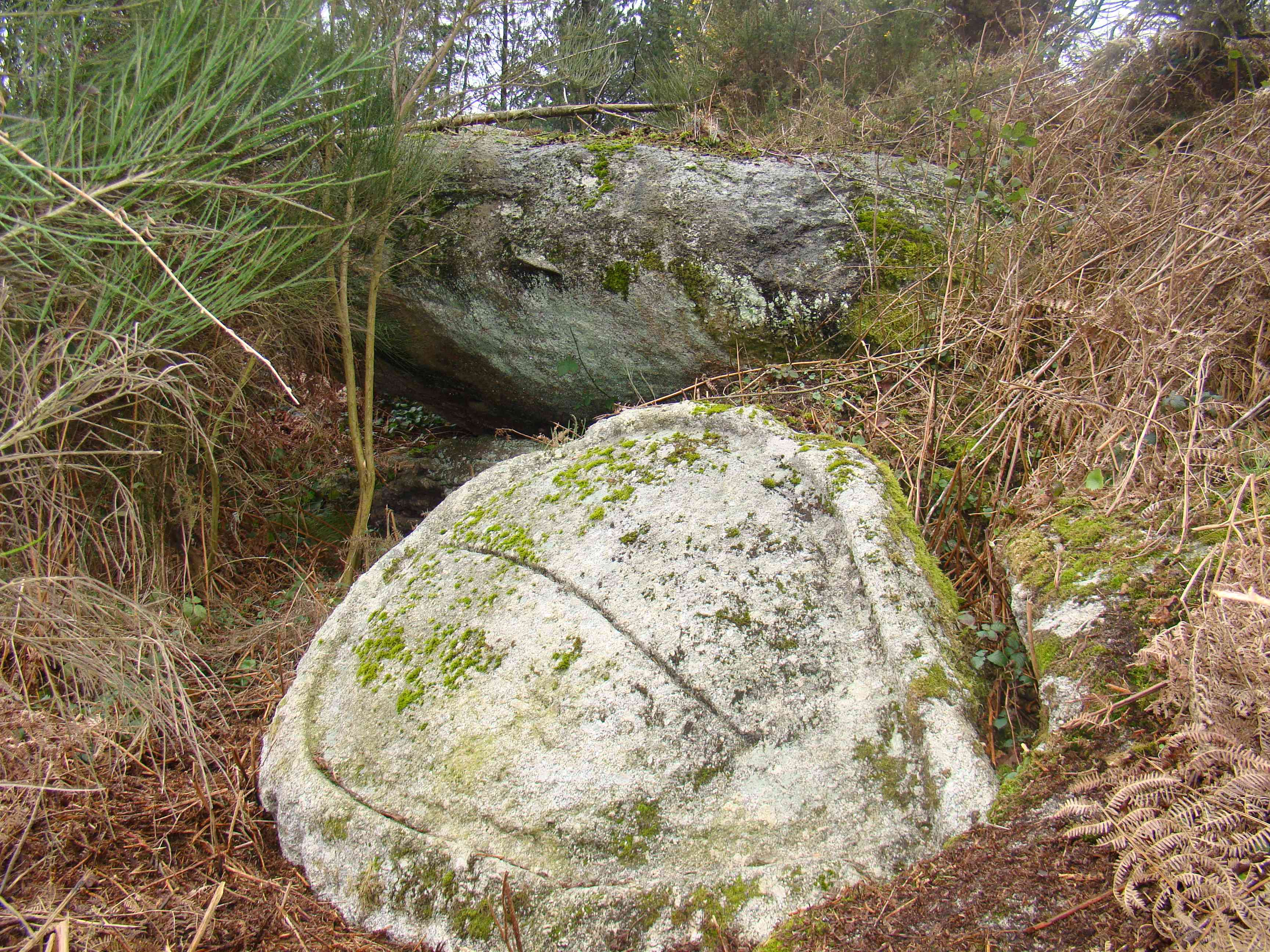
Pierre gravée (origine et datation inconnues).

Dans une lande dite Crech-ar-Leurren, située à environ 1,5 km à l'Est du bourg, se trouvent les vestiges d'un camp romain, traversé du sud au nord par une voie romaine.

### Moyen Âge
Saint-Connan est un démembrement de l'ancienne paroisse primitive de Pligeaux. La seigneurie de Saint-Connan (Conani terram) est signalée en 1142, comme ayant été donnée à l'abbaye cistercienne de Coatmalouen (ou Coat-Mallouen) par Alain Le Noir, père du duc Conan IV qui confirme la donation en 1156 et en 1166.
Saint-Connan est une ancienne paroisse succursale de Saint-Gilles-Pligeaux. L'ancienne paroisse primitive de Pligeaux (de « pleiaut » paroisse primitive) englobait jadis outre le territoire actuel de Saint-Gilles-Pligeaux ceux de Kerpert, Saint-Connan, Kerien, Lanrivain, Canihuel, Sainte-Tréphine, Magoar, Le Vieux-Bourg, Saint-Gildas, Le Leslay, Bothoa et Saint-Nicolas-du-Pélem. Pligeaux est réduit dès le XIVe siècle. Son chef-lieu est transféré de Kerpert à Saint-Gilles avant 1371. L'église Saint-Gilles est l'église paroissiale de Pligeaux dès 1393. En 1393, des indulgences lui sont accordées par le Saint-Siège : « ... Item pro ecclesia beati Egidii, que parrochiali ecclesie de Pligeau, Corisopitensis diocesis, subdita … Datum ut supra ».

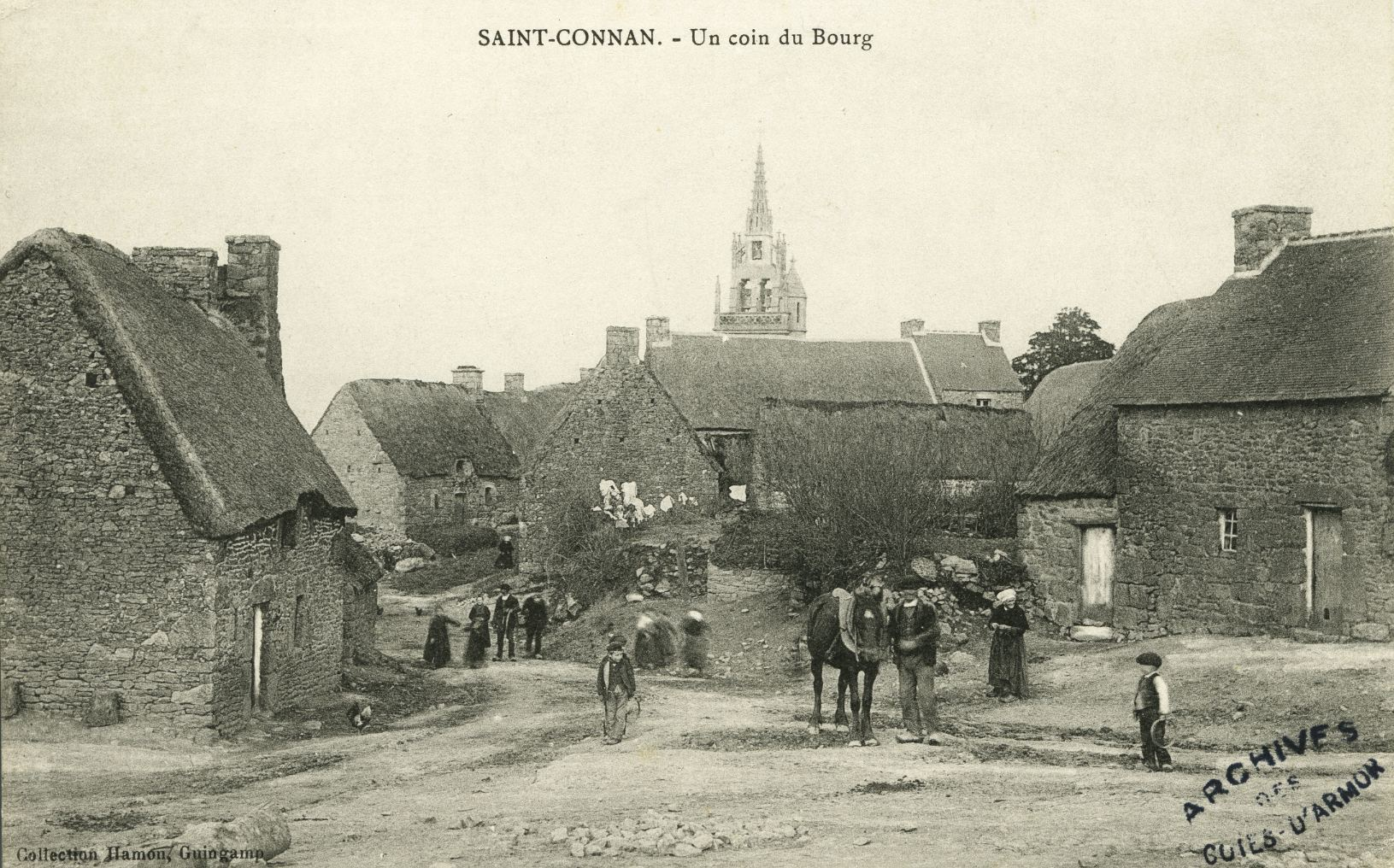
Village et église Saint-Corentin de Saint-Connan, carte postale, v. 1904-1908.

Saint-Gilles-Pligeaux (Pleiaut) est mentionné dès 1146 dans un acte de Conan IV (duc de Bretagne et fils d'Alain Le Noir), confirmant la fondation de l’abbaye de Coatmalouen (ou Coat-Mallouen), de l'ordre de Cîteaux, le 27 juin 1142 par le comte Alain Le Noir, sur le territoire de Saint-Connan (alors paroisse de Saint-Gilles-Pligeaux). Saint-Gilles-Pligeaux (Ploegeau) est cité en 1368 dans les bénéfices du diocèse de Quimper, et comme paroisse lors du procès de canonisation de Charles de Blois.

### Temps modernes
En novembre 1719, le marquis de Pontcallec, chef de la conjuration qui porte son nom, trouve refuge dans l'abbaye de Coat-Mallouen.
À la fin de l'Ancien Régime, la paroisse de Saint-Gilles-Pligeaux possède deux succursales : Kerpert et Saint-Connan. À la suite d'un échange avec Saint-Connan, Saint-Gilles-Pligeaux cède les villages de Creniel, Pradou, la Villeneuve, Lescanic et Cosquer en 1836 et reçoit en échange, les villages de Kerhoué, Bossant et Jarnay.

### Révolution française
Durant la Révolution, la paroisse de Saint-Connan dépendait du doyenné de Saint-Nicolas-du-Pélem. La première municipalité est élue au début de 1790. Pendant la Terreur révolutionnaire, Saint-Connan porte le nom de Roc-Connan (arrêté du district de Guingamp en date du 16 février 1794).

### LeXIXesiècle
Saint-Connan devient une paroisse à part entière dès 1804. Par l’ordonnance du 14 décembre 1836, Saint-Connan s’est agrandi des villages de Creniel, Pradou, la Villeneuve, Lescanic et Cosquer, et cela, au détriment de Saint-Gilles-Pligeaux. En échange, Saint-Connan a cédé à Saint-Gilles-Pligeaux, les villages de Kerhoué, de Bossant et du Jarnay.
En mai 1851, au village de Kerdavid en Saint-Connan, une enfant de 7 ans, Anne Le Bihanic, fut mordue au visage par un loup et se trouvait dans un état grave, mais elle survécut et fut filandière à Kerpert.
A. Marteville et P. Varin, continuateurs d'Ogée, décrivent ainsi Saint-Connan en 1853 : « Saint-Connan ; commune formée de l'ancienne trève de Saint-Gilles-Pligeaux ; aujourd'hui succursale. Géologie : constitution granitique. On parle le breton ».
Joachim Gaultier du Mottay écrit en 1862 que Saint-Connan, traversé par la route impériale n° 167 et le chemin d'intérêt commun n° 25, possède une école des garçons ayant 33 élèves, mais qu'elle dépend de la commune de Senven-Léhart pour l'instruction des filles ; « territoire élevé, très accidenté dans toutes ses parties, fort peu boisé, traversé par le Trieux. terres légères, sablonneuses et médiocres. Prairies de moyenne qualité. 1/5e en landes, peu susceptibles d'être mises en culture. L'église, dédiée à saint Corentin, dont la fête est le 12 décembre, est de construction moderne. Le pardon de la paroisse se tient le 15 août. Chapelle moderne de Notre-Dame-du-Logo. Étangs dits de Saint-Connan et l'Étang Neuf (traversé par le Trieux), couverts à certaines époques d'oiseaux aquatiques. Vestiges du château-fort de la Ville-Neuve. Château moderne de Sainte-Marie, entouré de bois et voisin des ruines de l'abbaye de Coëtmaloen [Coat-Mallouen]. La commune possède un moulin à fouler ».
L'église paroissiale actuelle Saint-Corentin est construite à partir de 1867 par deux entrepremeurs de Saint-Gilles-Pligeaux, les frères Louis et Pierre Hervé ; mais quelques éléments (une partie de l'aile sud et de son pignon, l'aile nord et le chœur) de l'église antérieure ont été conservés.
La presse nationale rapporte une vengeance de femmes survenue à Saint-Connan au début du mois de janvier 1878 : pour donner une bonne leçon à un mari alcoolique qui battait fréquemment son épouse, un groupe nombreux de femmes le saisit et, après l'avoir attaché à une brouette, le frappèrent à coups redoublés avec des branches de genêts, tout en le conduisant de force jusqu'au pont séparant Saint-Connan de Seven-Lenhart où elles le trempèrent dans l'eau, puis le forcèrent à ingurgiter sept ou huit verres d'eau-de-vie ; sur le chemin de retour, elles le jetèrent dans une mare, lui jetant de la boue et des ordures avant de le réduire chez lui, en l'accablant de coups et d'injures.
En 1890 Jean-Marie Rigaud écrit : « L'aspect du bourg est triste et pauvre. Seules la maison d'école et le presbytère font contraste avec le mauvais état extérieur des autres habitations. Saint-Connan ne possède encore qu'une école de garçons. Les filles sont obligées de se rendre à Senven-Léhart ».

### LeXXesiècle

#### La Belle Époque

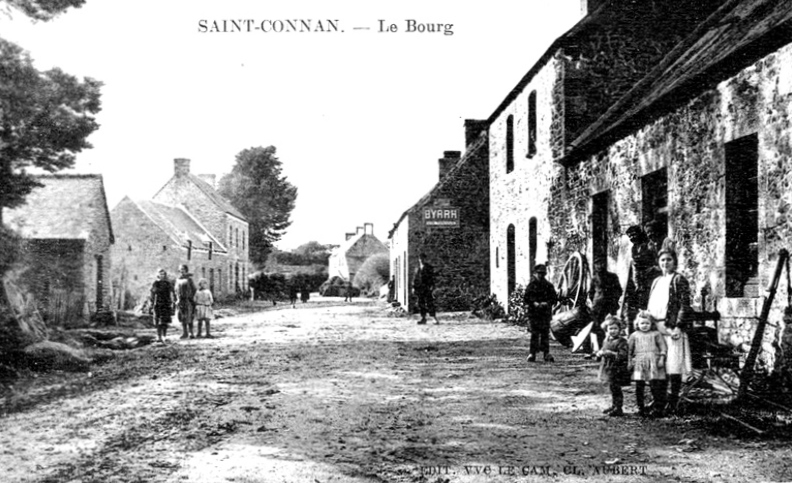
Le bourg de Saint-Connan au début du XXe siècle.
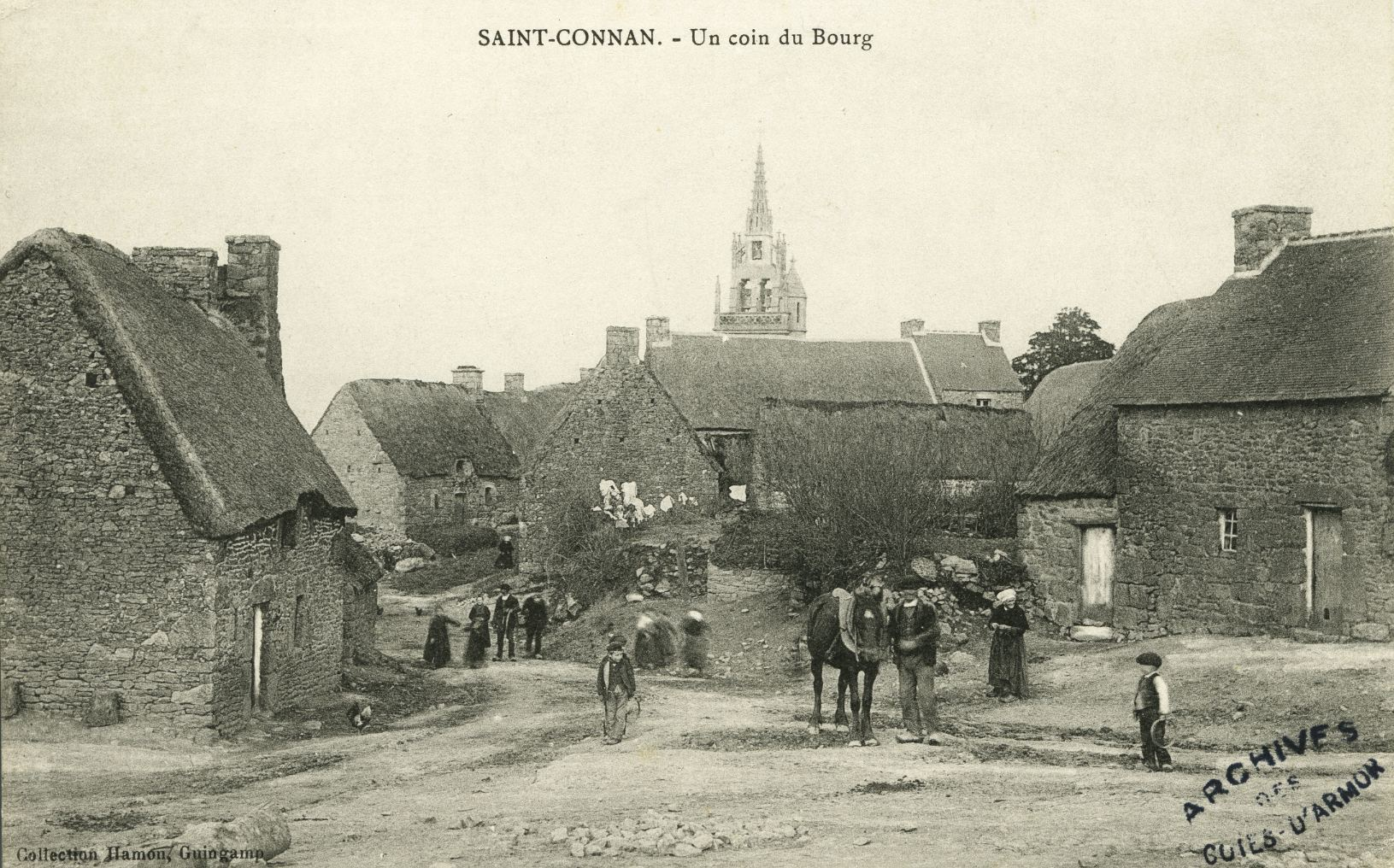
Saint-Connan : un coin du Bourg au début du XXe siècle.
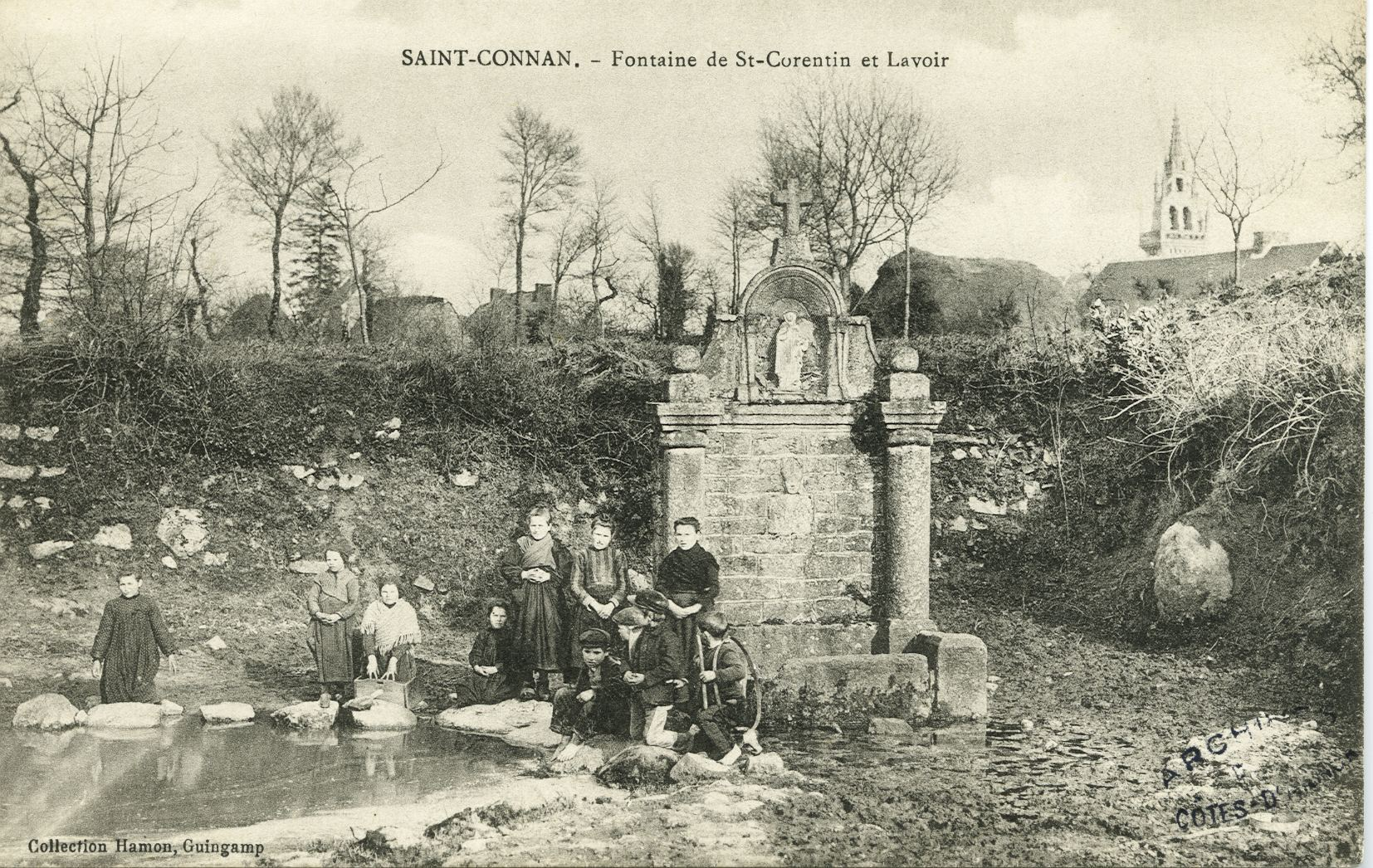
La fontaine de Saint-Corentin et le lavoir.
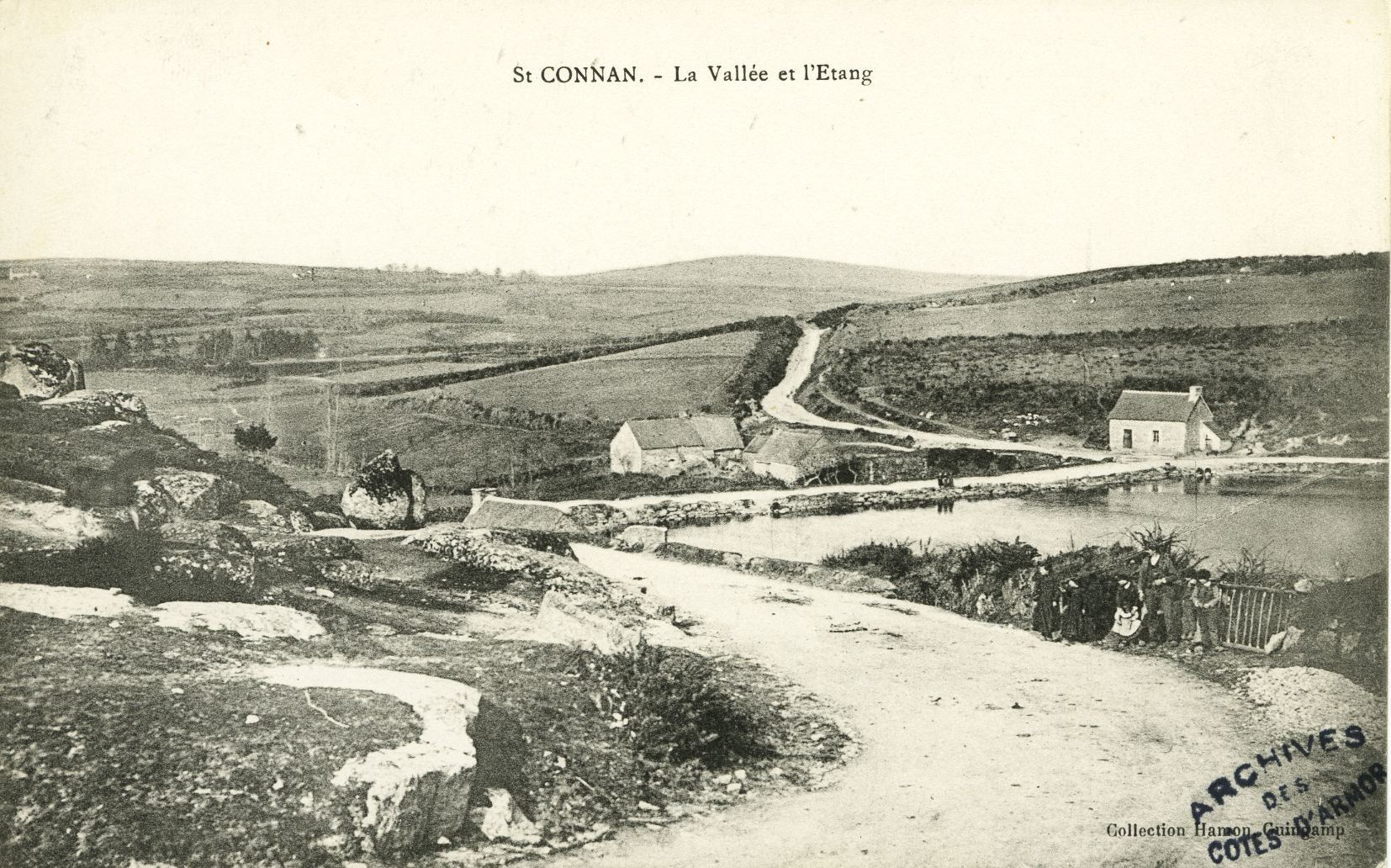
Saint-Connan : la vallée et l'étang.
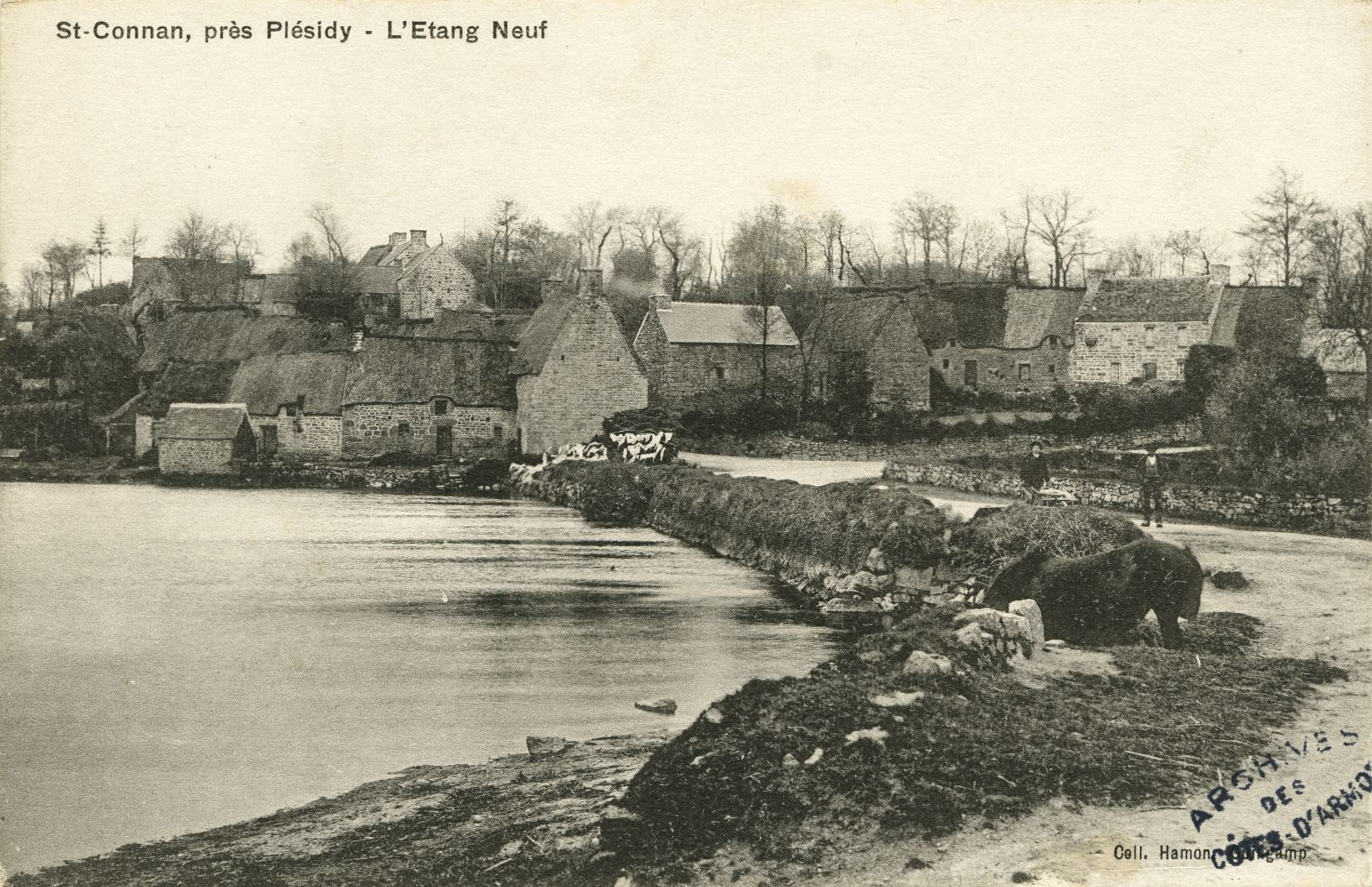
Saint-Connan : l'Étang Neuf vers 1910.
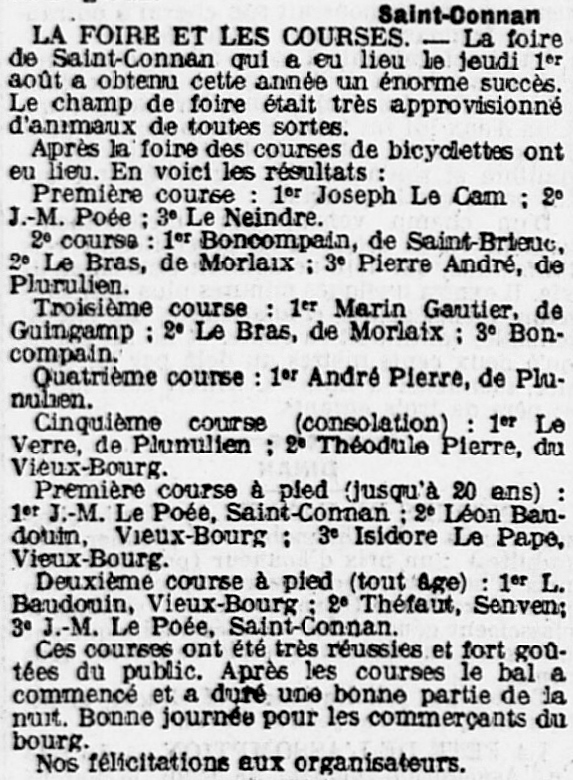
La foire de Saint-Connan du 1er août 1912 (journal L'Ouest-Éclair du 3 août 1912).

#### La Première Guerre mondiale
Le monument aux morts de Saint-Connan porte les noms de 65 soldats morts pour la France pendant la Première Guerre mondiale; parmi eux 5 au moins (François Lefèvre, Joseph Lefèvre, Yves Le Guen, Lucien Philippe et François Raoult) sont morts en Belgique ; Jean Hervé est mort en 1915 alors qu'il était prisonnier de guerre en Allemagne ; la plupart des autres sont morts sur le sol français, dont Jean Philippe  et Lucien Philippe, tous deux décorés de la Médaille militaire et de la Croix de guerre ; Albert Le Cocquen est mort des suites de ses blessures dans une ambulance à Ham (Somme) le 6 novembre 1918, soit cinq jours avant l'armistice.

#### L'Entre-deux-guerres
Le monument aux morts de Saint-Connan, financé par une souscription communale, fut inauguré le 6 mai 1923 ; il se situe au niveau du mur de l'enclos paroissial et a la forme d'une colonne quadrangulaire en forme de pyramide tronquée, surmonté d'un coq aux ailes déployées, en fonte ; des décors représentent en médaillons une tête de poilu et des palmes, ainsi qu'une croix de guerre et une croix latine.

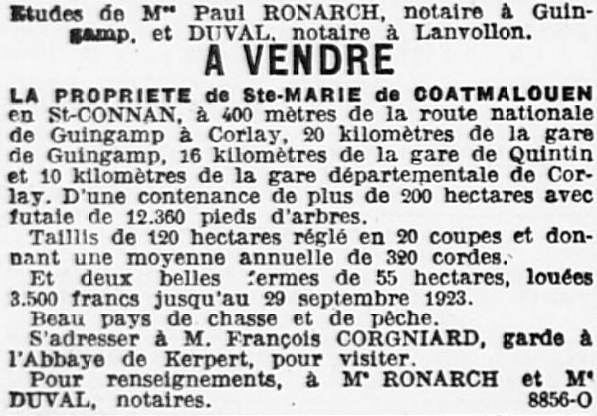
Annonce de la mise en vente de la propriété de Coat-Mallouen en 1919 (journal L'Ouest-Éclair du 30 août 1919).

En 1938 l'école des filles de Saint-Connan n'a pas de cour, pas d'eau et son préau ne mesure que 2,5 mètres sur 4,5 mètres.

#### La Seconde Guerre mondiale
Le maquis de Coat-Mallaouen, à cheval sur les communes de Saint-Connan et Plésidy, s'est constitué à partir de juin 1944 avec des résistants réunis autour d'un parachutiste SAS, Jean Robert.

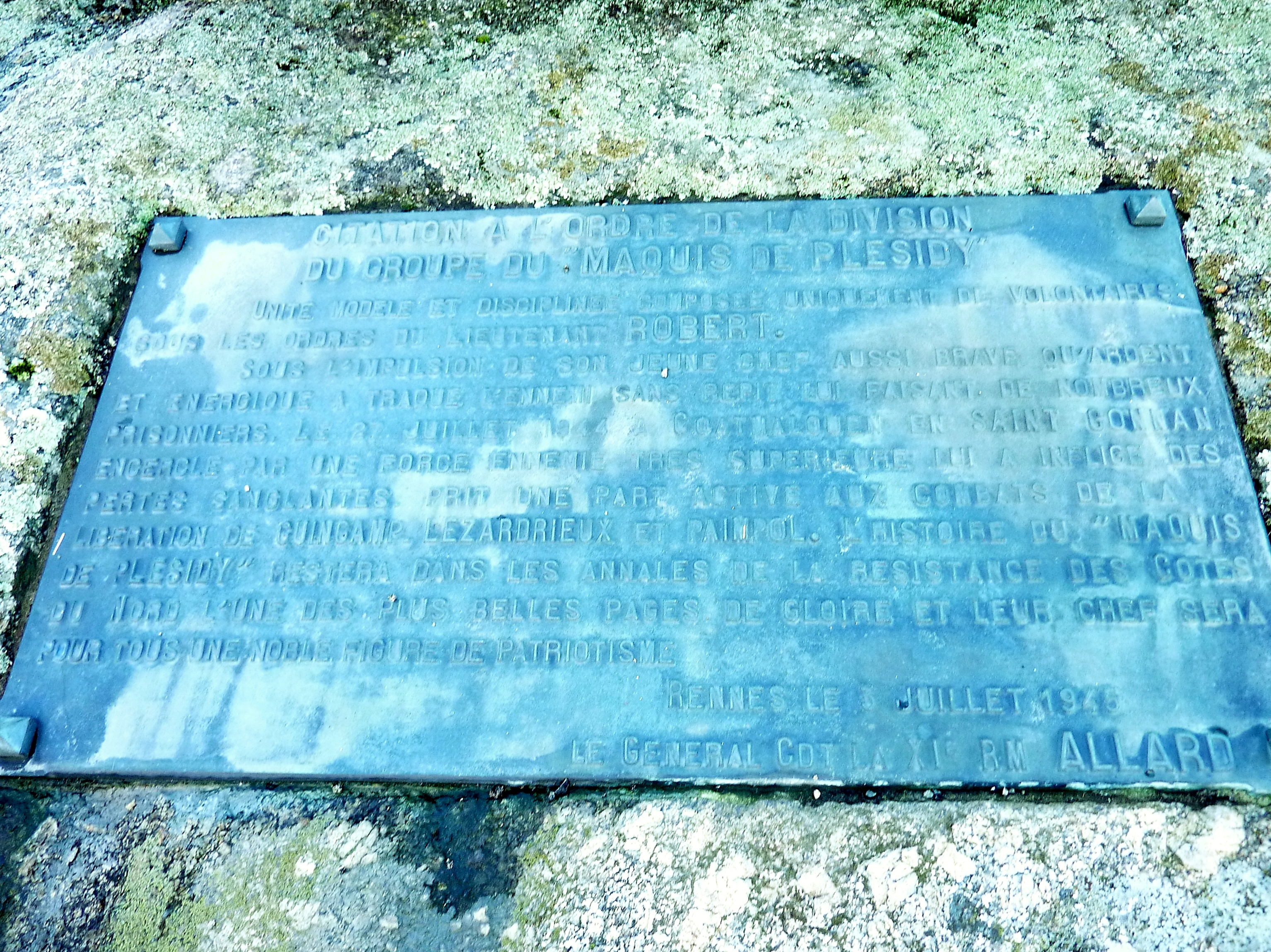
Plaque commémorative du maquis de Coat-Mallouen.

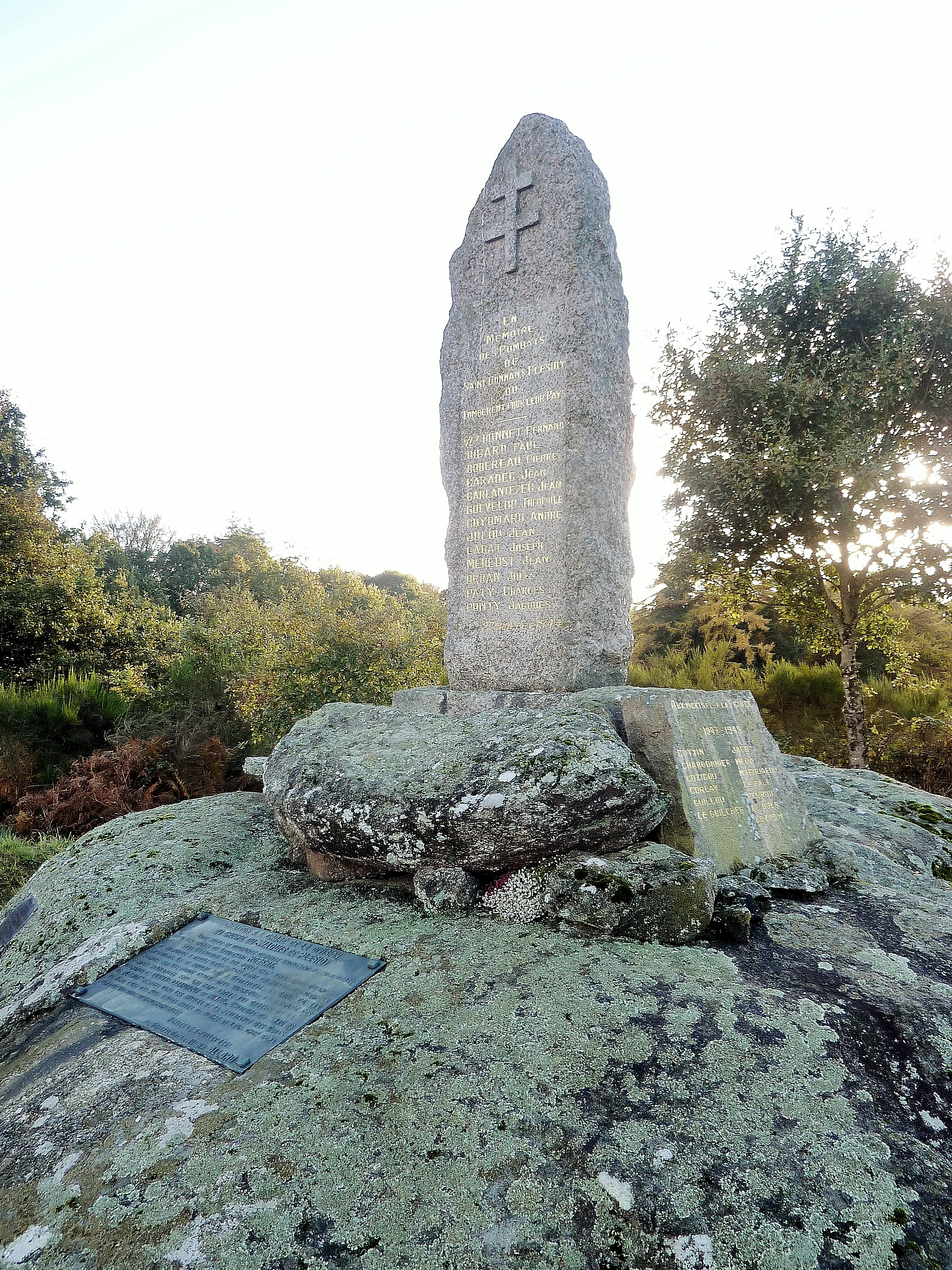
Saint-Connan : le monument commémoratif de la Résistance.

Le monument aux morts de Saint-Connan porte les noms de 4 personnes mortes pour la France pendant la Seconde Guerre mondiale (Henri Lepvrier, soldat du 48e régiment d'infanterie, mort le 16 mai 1940 à Flavigny-le-Grand-et-Beaurain (Aisne) ; Toussaint Le Naoutec, marsouin au 21e régiment d'infanterie coloniale, mort le 6 juin 1940 à Sainte-Menehould (Marne) ; Jean Lavenan, tué par les Allemands le 6 août 1944 à Kerien (Côtes-du-Nord) ; Yves Steunou, mort le 22 avril 1944 à Boutigny-sur-Opton (Eure-et-Loir) ainsi que celui d'Auguste Steunou (frère du précédent, requis du STO, mort en Allemagne le 23 janvier 1945).
Joseph Raoult, résistant FTPF, fut fusillé par les Allemands le 6 août 1944 dans les jardins du presbytère de Saint-Connan.
L'ancien château de Coat-Mallouen a été incendié par les Allemands en 1944.
Un "Musée de la résistance en Argoat" a ouvert en 2012 à Saint-Connan afin de rappeler les actions du maquis de Coat-Mallouen.

#### L'après Seconde Guerre mondiale
Jean Hamonic, marsouin au 22e régiment d'infanterie coloniale, est mort de ses blessures le 27 février 1947 à l'hôpital de Cholon à Saïgon pendant la Guerre d'Indochine.

### LeXXIesiècle

#### Le RPI Saint-Gilles, Kerpert et Saint-Connan
Un regroupement pédagogique intercommunal (RPI) a été mis en place, associant les trois communes de Saint-Gilles-Pligeaux, Kerpert et Saint-Connan. À la rentrée 2021 la grande section de maternelle, le CP et le CE1, ont accueilli en tout 25 enfants des trois communes dans l'école publique de Saint-Connan. Les deux petite et moyenne sections de maternelle, ainsi que la garderie, sont à Saint-Gilles-Pligeaux et les CE2, CM1 et CM2 à Kerpert.

#### Le projet de parc éolien
Un projet de parc éolien (6 éoliennes représentant une puissance installée totale de 21,6 MW) est porté depuis 2020 par la Communauté de communes du Kreiz-Breizh et l'entreprise"P&T Technologie" près du hameau de Coat ar Bellégues. Mais la proximité entre le futur parc éolien et l’abbaye de Koad Malouen pose problème.

## Politique et administration
| Période                                  | Période    | Identité                                    | Étiquette | Qualité                                                                       |
| ---------------------------------------- | ---------- | ------------------------------------------- | --------- | ----------------------------------------------------------------------------- |
| 1793                                     | 1799       | Olivier Serandour                           |           | Laboureur.                                                                    |
| 1800                                     | 1807       | Joseph Julien Bahezre                       |           | Écuyer. Notaire.                                                              |
| 1808                                     | 1815       | Jean Lucas                                  |           | Cultivateur.                                                                  |
| 1815                                     | 1819       | Thomas Paul Charles de Tréouret de Kerstrat |           | Notaire. A participé à la chouannerie en 1799 et 1800 à Briec et Edern.       |
| 1819                                     | 1850       | Gilles Le Rudulier                          |           | Laboureur.                                                                    |
| 1850                                     | 1854       | François Marie Melou                        |           | Cultivateur.                                                                  |
| 1854                                     | 1885       | Charles Le Rudulier                         |           | Laboureur. Fils de Gilles Le Rudulier, maire entre 1819 et 1850.              |
| 1885                                     | 1887       | Yves Le Lay                                 |           |                                                                               |
| 1887                                     | 1892       | Gilles Le Rudulier                          |           | Fils de Gilles Le Rudulier, maire entre 1854 et 1885.                         |
| 1892                                     | 1895       | Guillaume Mélou                             |           | Cultivateur.                                                                  |
| 1895                                     | 1900       | Yves Marie Le Chevillier,                   |           | Meunier.                                                                      |
| 1900                                     | 1908       | Yves Marie Le Lepvrier.                     |           | Cultivateur.                                                                  |
| 1908                                     | 1910       | Guillaume Mélou                             |           | Déjà maire entre 1892 et 1895.                                                |
| 1910                                     | 1912       | Jean Le Lay                                 |           | Cultivateur.                                                                  |
| 1912                                     | 1919       | Joseph Le Rudulier                          |           | Cultivateur. Fils de Charles Le Rudulier, maire entre 1854 et 1885.           |
| 1919                                     | après 1922 | Jean-Marie Le Poëc                          |           |                                                                               |
|                                          |            |                                             |           |                                                                               |
| 1953                                     | 1960       | Yves Lavenan                                | Radical   | Agriculteur                                                                   |
| 1960                                     | 1983       | Charles Le Bizec                            |           | Agriculteur                                                                   |
| 1983                                     | En cours   | Jean-Yves Philippe                          | PS        | Architecte Président de la Communauté de communes du Kreiz-Breizh (2008-2020) |
| Les données manquantes sont à compléter. |            |                                             |           |                                                                               |

## Démographie
L'évolution du nombre d'habitants est connue à travers les recensements de la population effectués dans la commune depuis 1793. Pour les communes de moins de 10 000 habitants, une enquête de recensement portant sur toute la population est réalisée tous les cinq ans, les populations de référence des années intermédiaires étant quant à elles estimées par interpolation ou extrapolation. Pour la commune, le premier recensement exhaustif entrant dans le cadre du nouveau dispositif a été réalisé en 2004.

En 2022, la commune comptait 297 habitants, en évolution de −1 % par rapport à 2016 (Côtes-d'Armor : +1,78 %, France hors Mayotte : +2,11 %).
| 1793 | 1800 | 1806 | 1821 | 1831 | 1836 | 1841 | 1846 | 1851 |
| ---- | ---- | ---- | ---- | ---- | ---- | ---- | ---- | ---- |
| 822  | 808  | 977  | 795  | 872  | 871  | 937  | 921  | 919  |

| 1856 | 1861 | 1866 | 1872 | 1876 | 1881 | 1886 | 1891 | 1896 |
| ---- | ---- | ---- | ---- | ---- | ---- | ---- | ---- | ---- |
| 902  | 901  | 958  | 845  | 894  | 872  | 904  | 905  | 944  |

| 1901 | 1906 | 1911 | 1921 | 1926 | 1931 | 1936 | 1946 | 1954 |
| ---- | ---- | ---- | ---- | ---- | ---- | ---- | ---- | ---- |
| 944  | 967  | 970  | 846  | 806  | 703  | 619  | 546  | 544  |

| 1962 | 1968 | 1975 | 1982 | 1990 | 1999 | 2004 | 2006 | 2009 |
| ---- | ---- | ---- | ---- | ---- | ---- | ---- | ---- | ---- |
| 530  | 469  | 400  | 400  | 331  | 317  | 301  | 296  | 311  |

| 2014 | 2019 | 2022 | - | - | - | - | - | - |
| ---- | ---- | ---- | - | - | - | - | - | - |
| 306  | 290  | 297  | - | - | - | - | - | - |

## Lieux et monuments

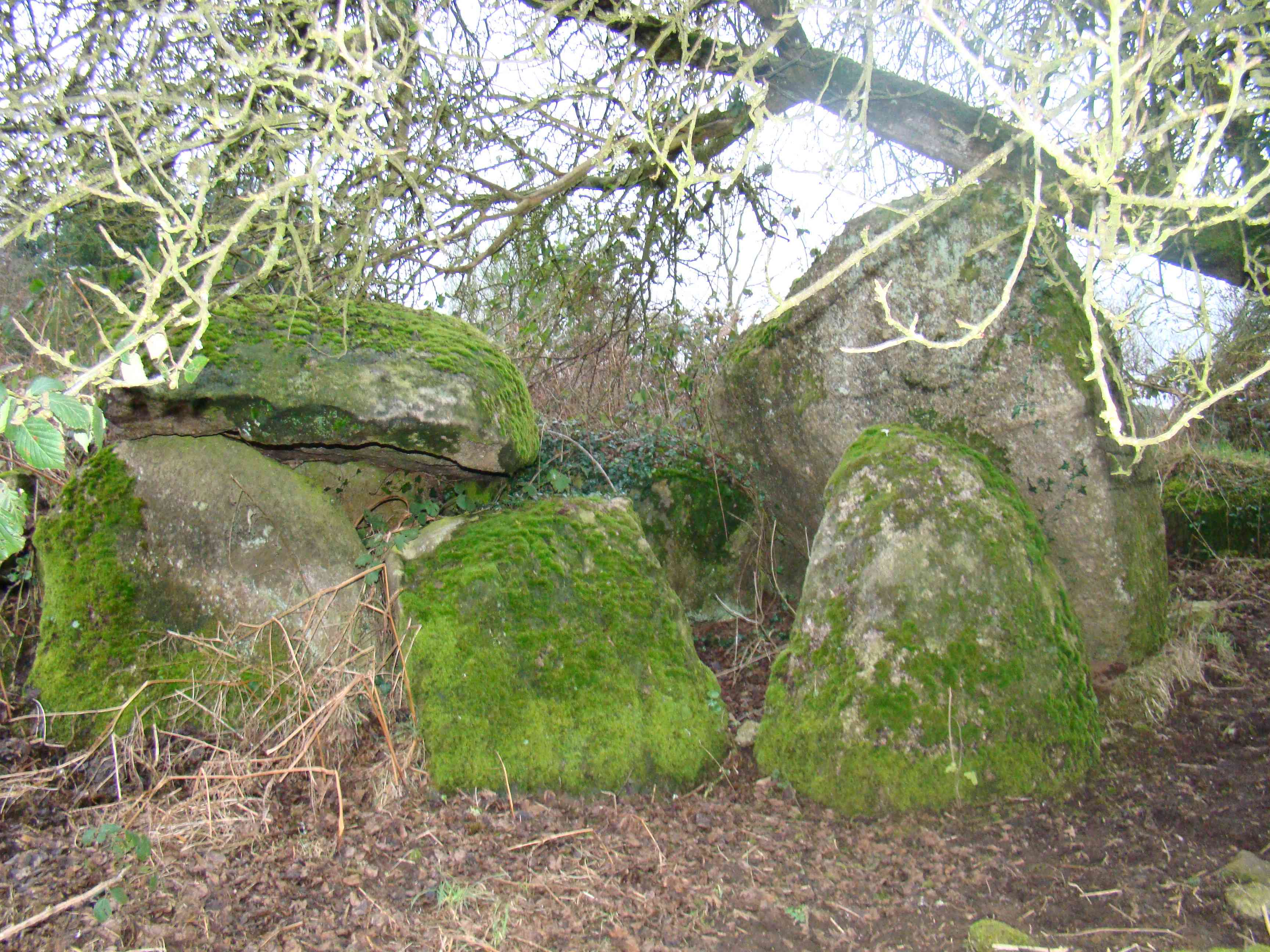
Allée couverte du Park-Kerdic à Saint-Connan

### Monuments et lieux à l'inventaire général du patrimoine culturel
- Allée couverte du Parc-Kerdic classée aux monuments historiques[42].

### Autres monuments et lieux
- Étang Neuf de Saint-Connan

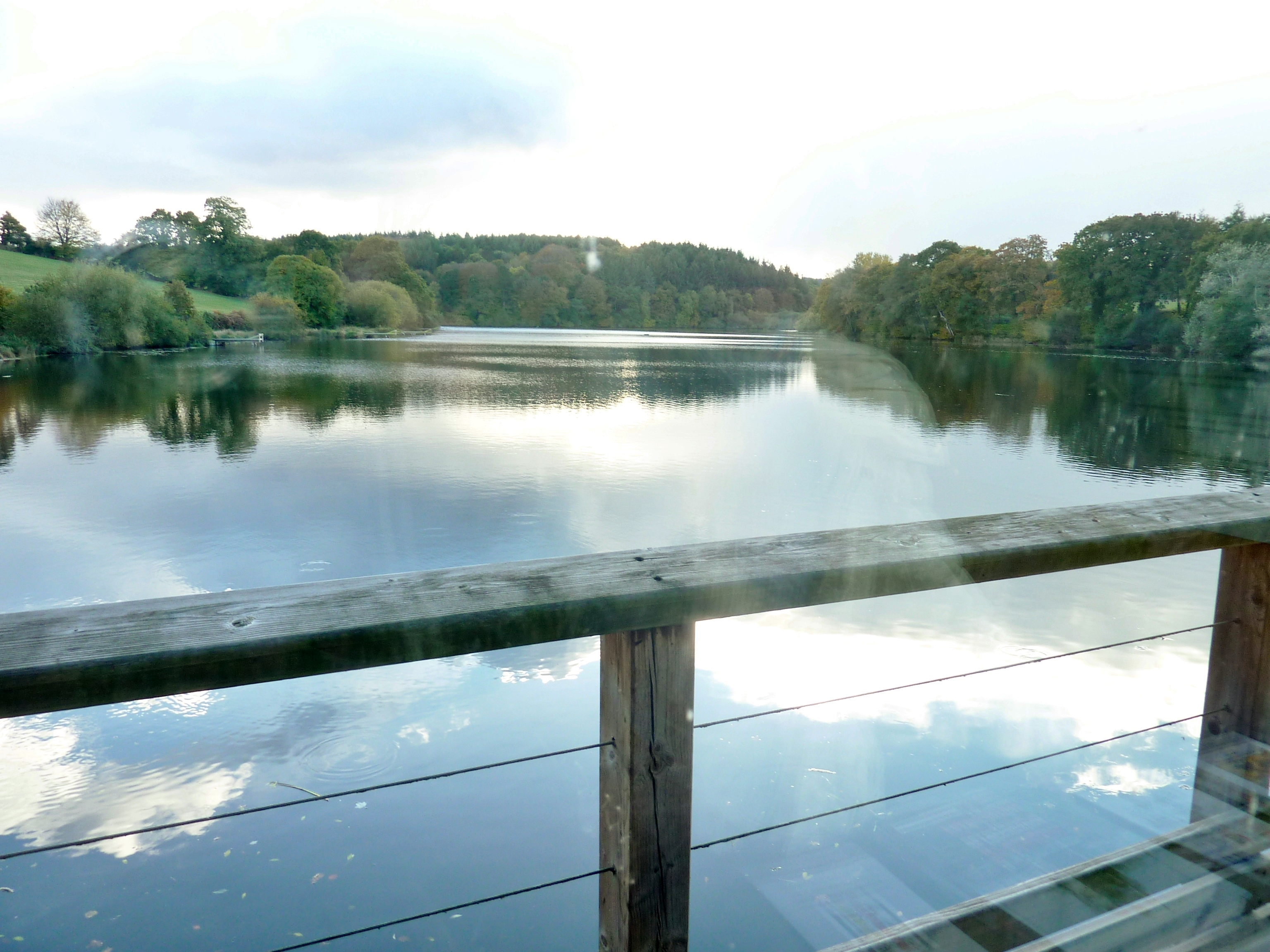
Saint-Connan : l'Étang Neuf (vu du Musée de la Résistance en Argoat).

- Étang du bourg de Saint-Connan
- Église paroissiale Saint-Corentin : elle a été construite à partir de 1867, remplaçant une église antérieure dont quelques éléments ont été conservés[43]. Son saint patron est saint Corentin, car la paroisse sous l'Ancien Régime dépendait de l'évêché de Cornouaille, mais il est probable qu'elle fut initialement sous le patronage de saint Connan, un compagnon de saint Cadoc au VIe siècle. Ses vitraux datent de 1933 et sont dus à l'atelier Rault, de Rennes (ceux de l'abside représentent sainte Barbe, saint Corentin et une Vierge à l'Enfant ; l'église abrite aussi un tableau d'André Sallé (qui en fit don en 1942) et des tableaux ("La Cène", "Les Disciples d'Emmaüs") d'un artiste local, Joseph Perro, ainsi qu'un tableau du XVIe siècle d'auteur inconnu ("Adoration des Bergers")[27].

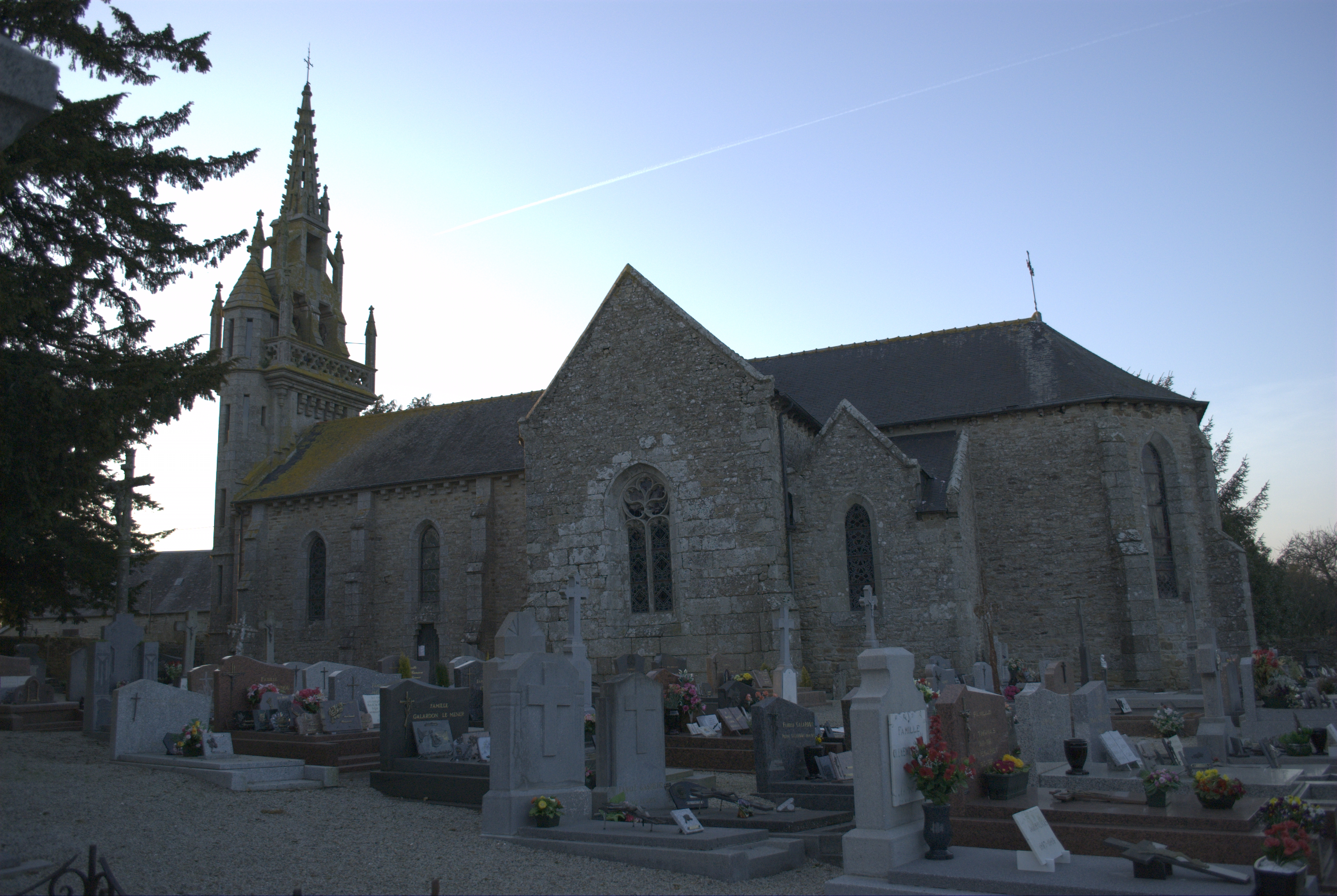
L'église paroissiale Saint-Corentin.
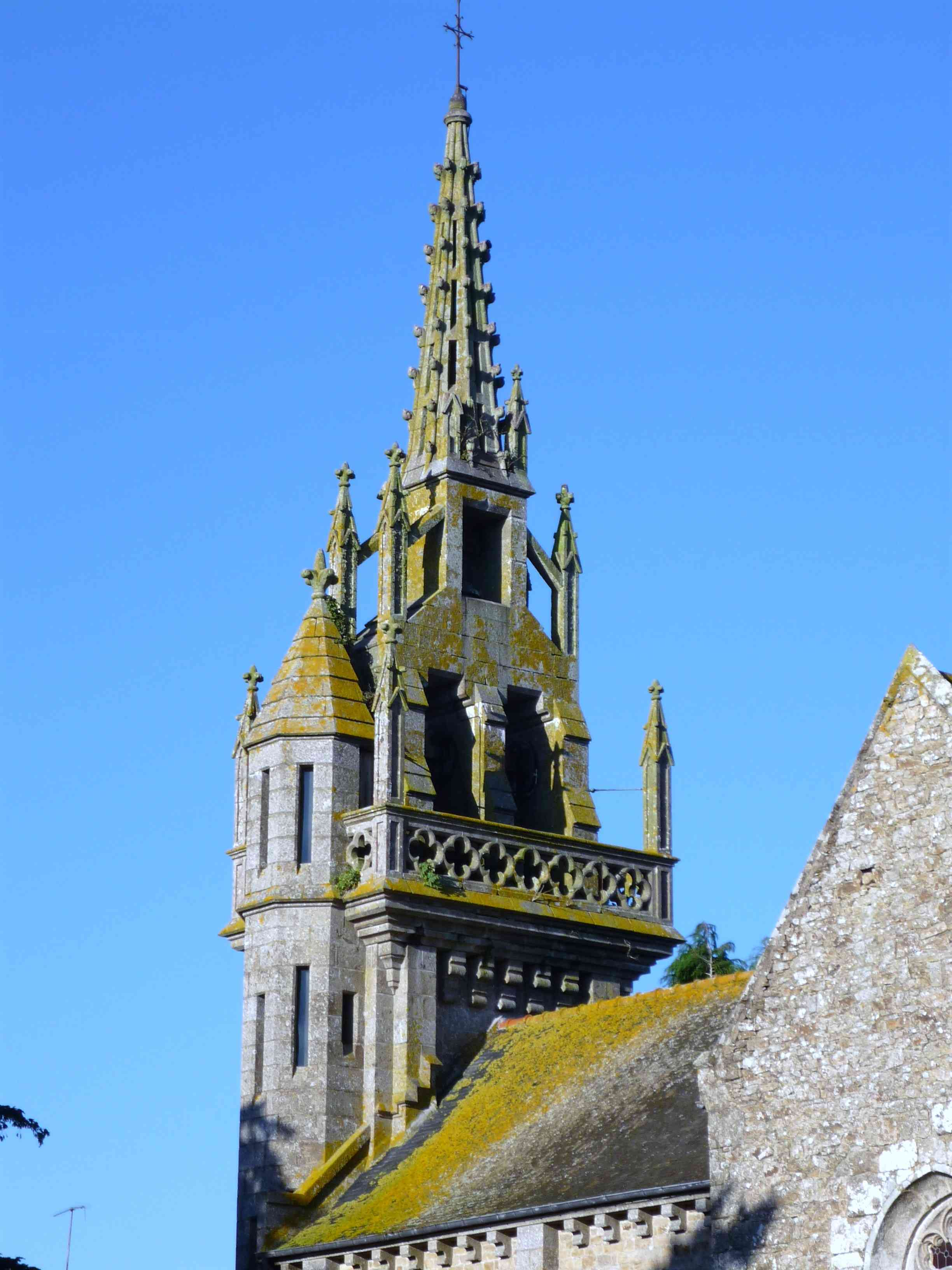
Le clocher de l'église paroissiale Saint-Corentin.
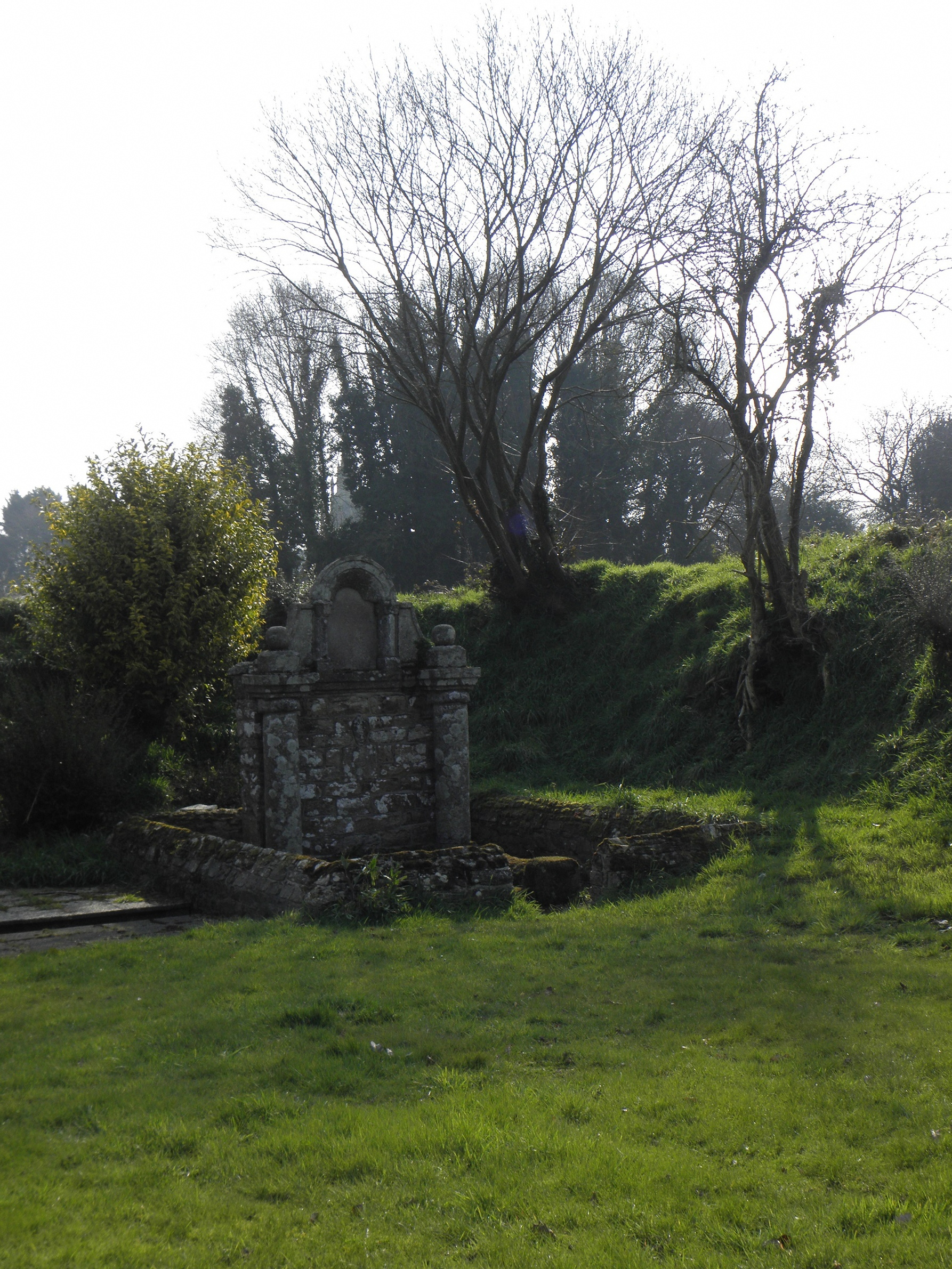
La fontaine Saint-Corentin.

- Fontaine Saint-Corentin, située près de l'église[44].
- Chapelle Notre-Dame du Logo (Logou), dite aussi chapelle Notre-Dame-des-Sept-Douleurs : cette chapelle fut édifiée par les moines de l'abbaye de Coat-Mallaouen au XVe siècle, mais de la chapelle initiale ne subsistent qu'une partie de la façade ouest et du côté sud. Cette chapelle a servi de cache pour les résistants en juillet 1944. Son pardon a lieu le 3e dimanche de septembre[45].

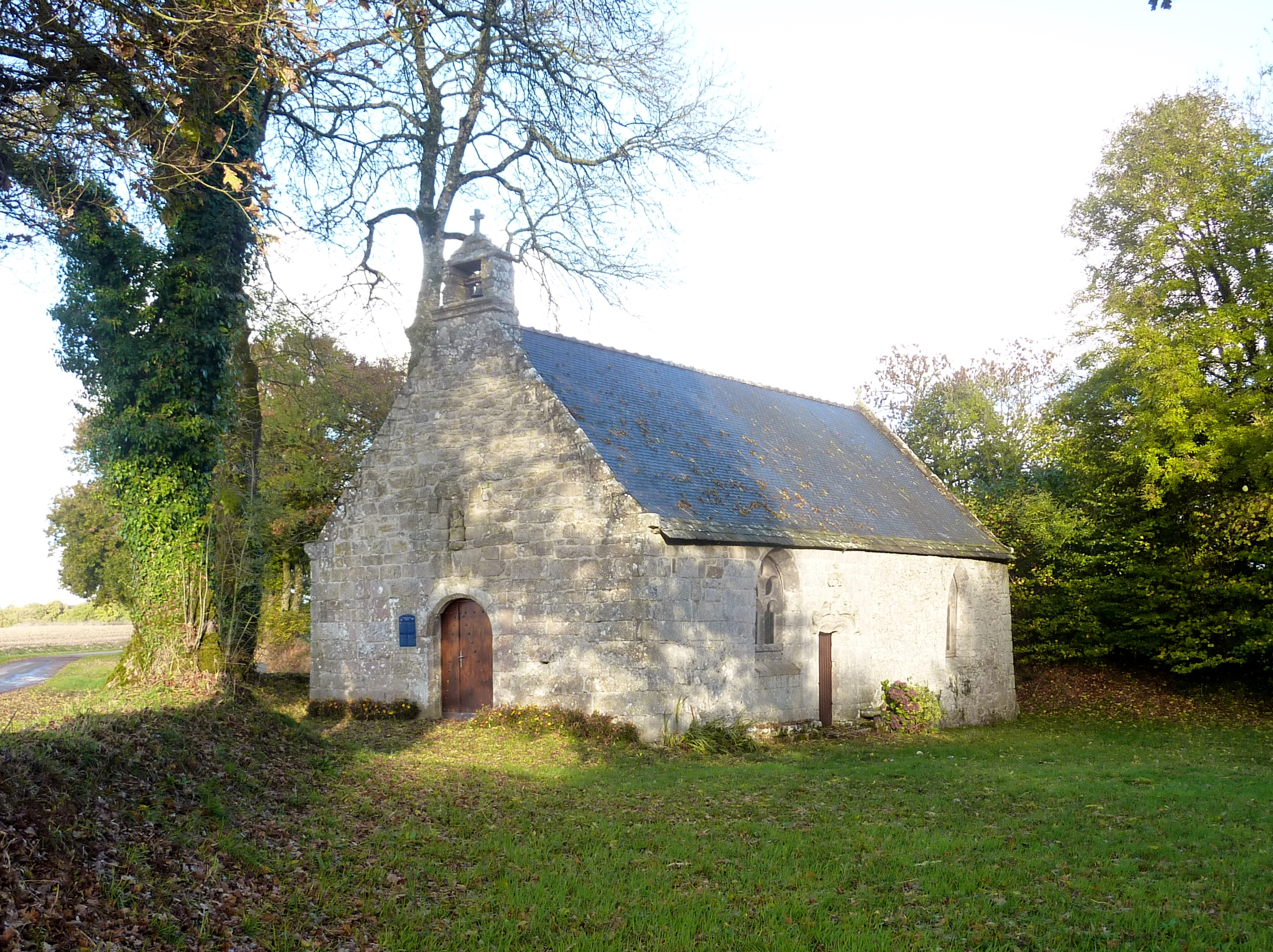
La chapelle Notre-Dame du Logou : vue extérieure d'ensemble.
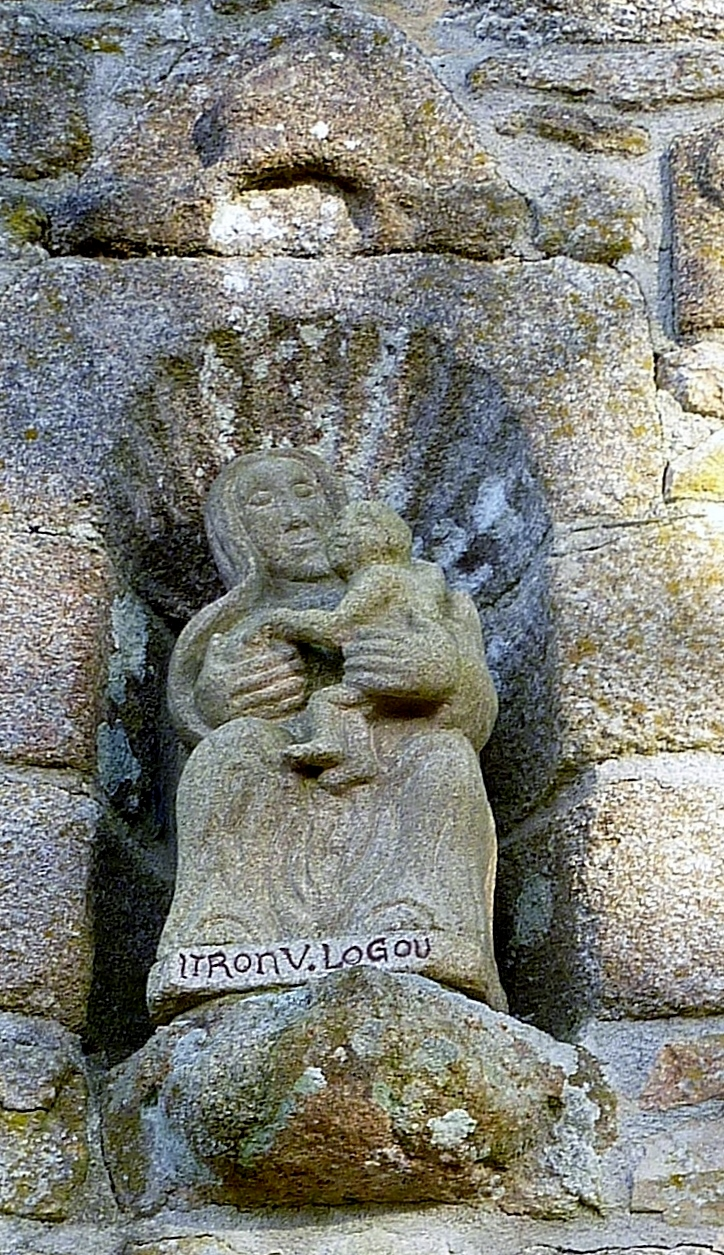
Statue de Notre-Dame du Logou (mur extérieur de la chapelle).
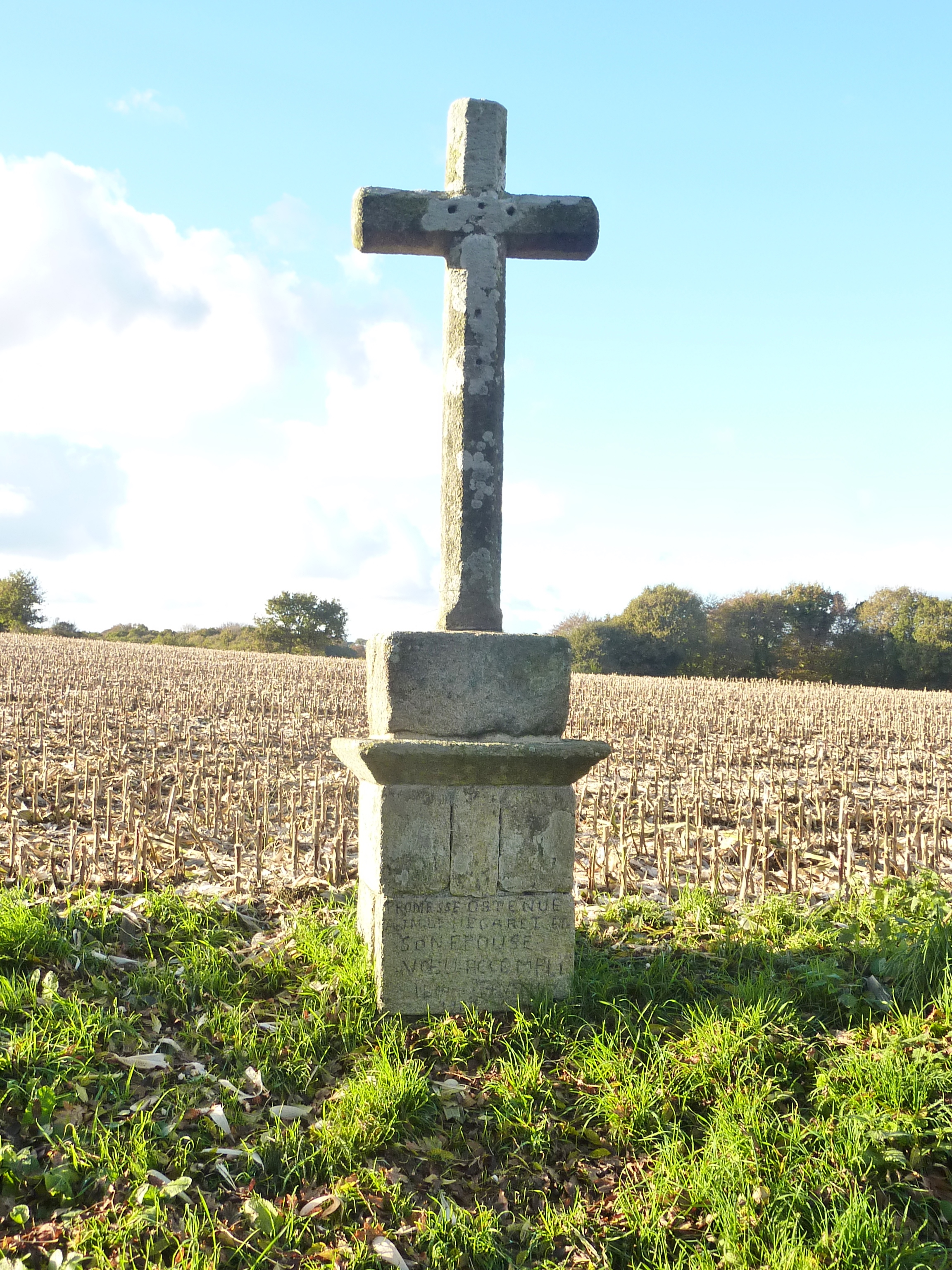
Calvaire près de la Chapelle Notre-Dame du Logou.

- Une chapelle Sainte-Barbe  a existé près de l'Étang Neuf ; elle est disparue[46]. La chapelle Saint-Bernard, située près de Sainte-Marie de Coat-Mallouen, a aussi disparu.
- Croix monumentales de Belléquès et Coldabry ; croix de chemin de Galbouan d'en bas.
- Menhir de Coldabry[47].
- Anciens manoirs de Lescanic[48] et de la Villeneuve[49]. Le manoir actuel de Coat-Mallouen a été construit en 1950, mais reprend quelques éléments de l'ancien château incendié par les Allemands[33].
- Ancien moulin à farine de Saint-Connan[50].
- Ferme Créniel (XVIIIe siècle)[51].

### Patrimoine culturel

#### Lieux culturels

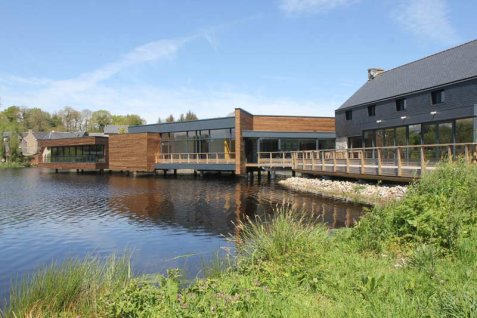
Le "Musée de la Résistance en Argoat" au bord de l'Étang Neuf.

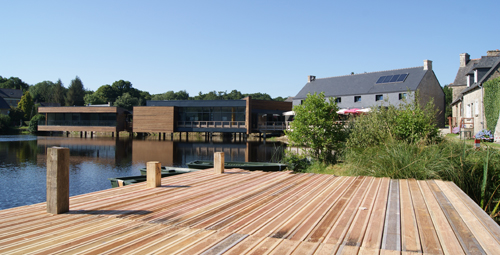
"Musée de la Résistance en Argoat" perché sur l'Étang-Neuf

Le Musée de la Résistance en Argoat de l'Étang-Neuf s'inscrit dans un lieu porteur de mémoire. C'est au cœur de la forêt de Coatmallouen que se met en place, en juin 1944, le maquis de Plésidy à Saint-Connan. Fort de plusieurs centaines d'hommes, il affronte les troupes d'occupation lors de l'attaque lancée contre lui le 27 juillet 1944 et participe à la Libération de Guingamp et de sa région.
L'histoire de la Seconde Guerre mondiale et de la Résistance dans l'ouest des Côtes d'Armor y est racontée à travers cinq espaces d'expositions et une salle de projection.

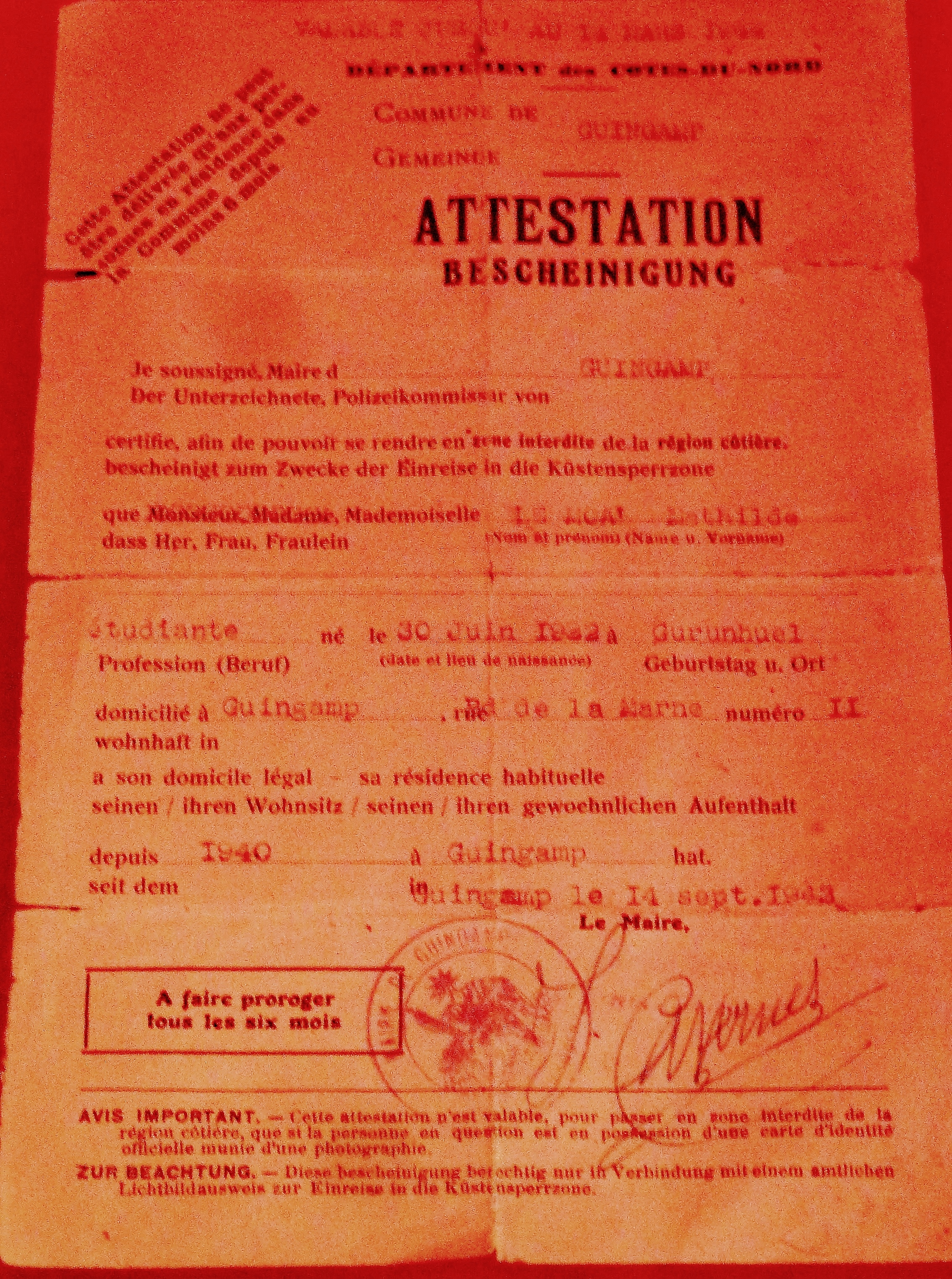
Attestation des autorités allemandes d'occupation permettant à une personne de pénétrer en zone interdite.
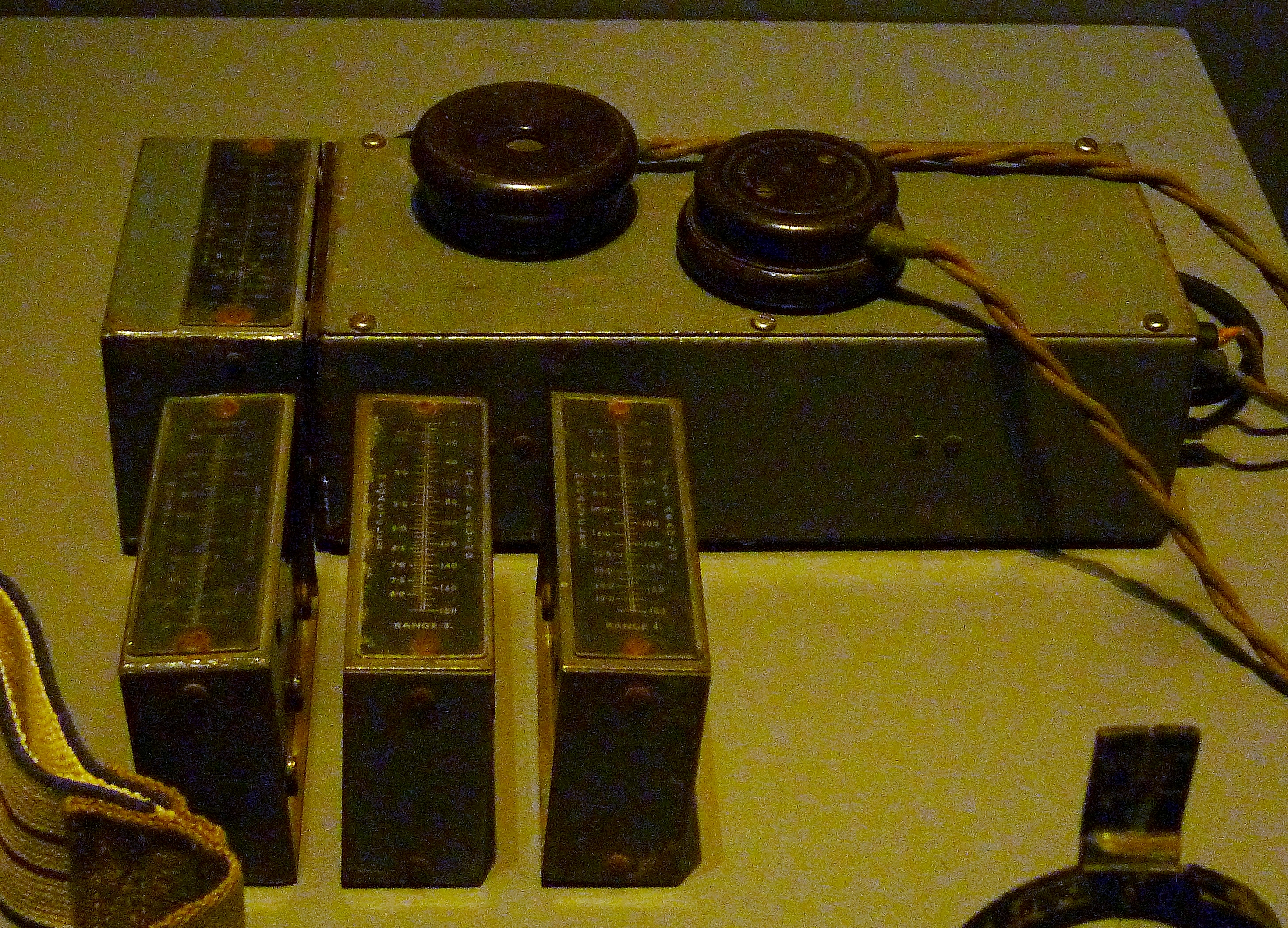
"Radio biscuit" (poste de radio clandestin utilisé par les résistants, les SAS et le réseau Jedburgh).
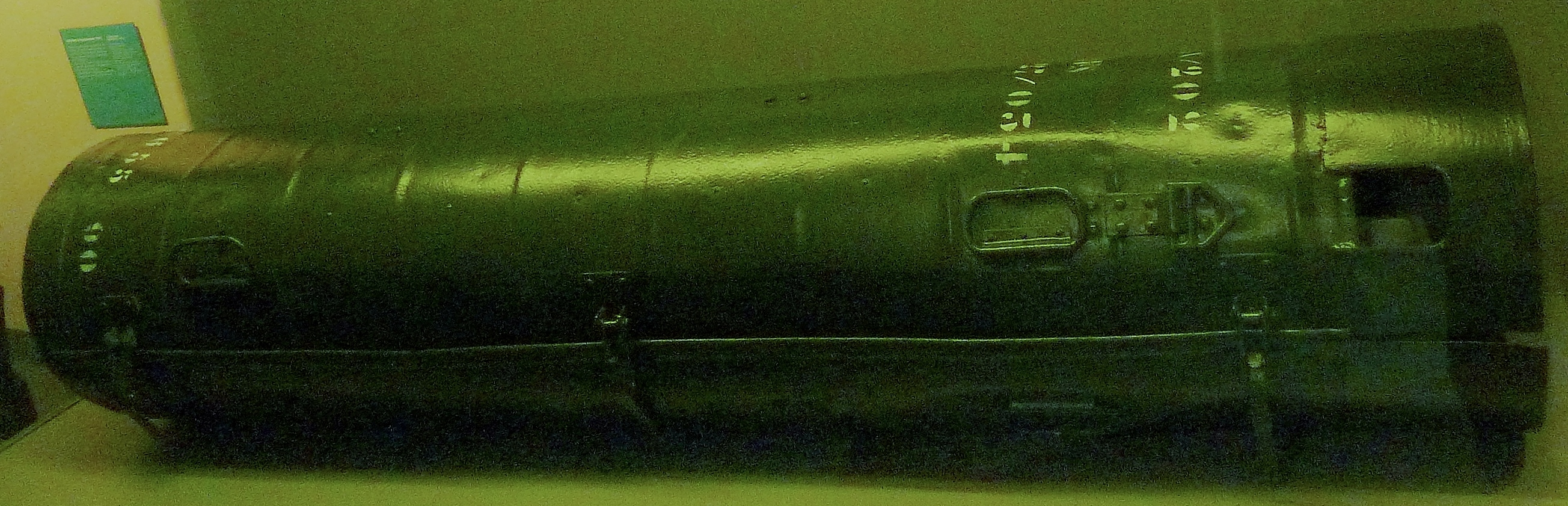
Container de parachutage.
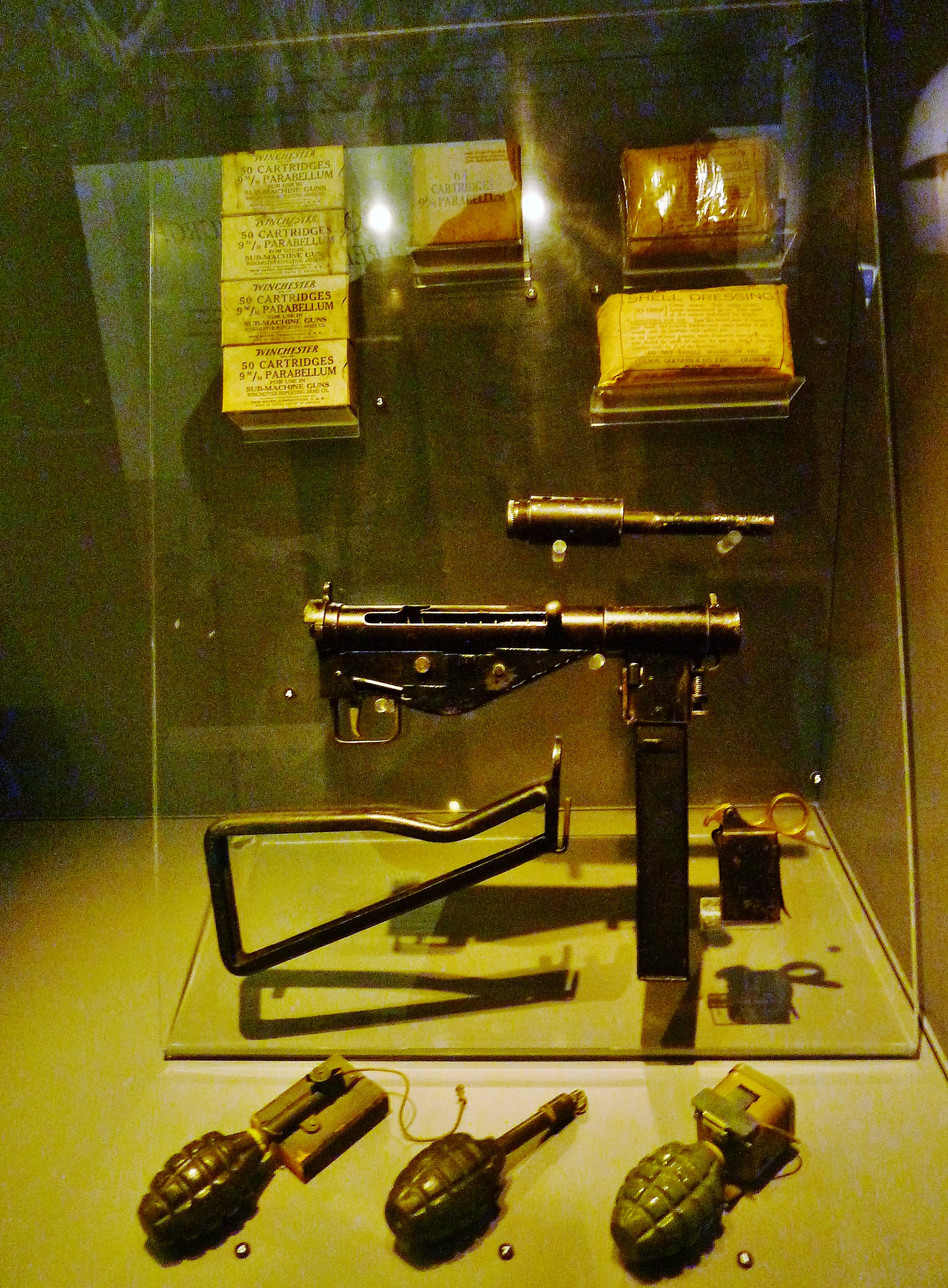
Exemple de contenus de containers parachutés.
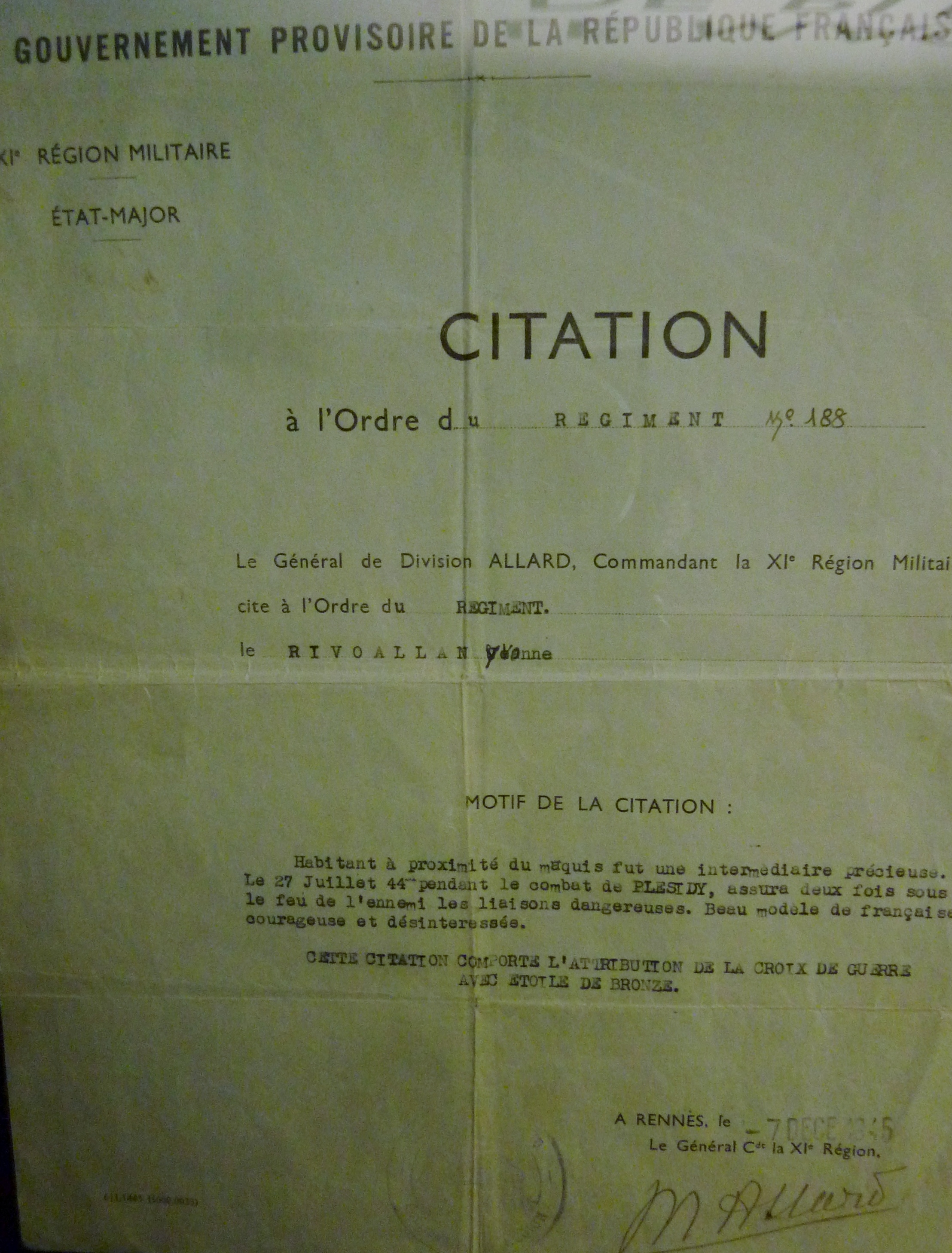
Citation à l'ordre du régiment d'Yvonne Rivoalan (elle reçut également la Croix de guerre avec étoile de bronze).

## Personnalités liées à Saint-Connan
- Yves Loyer, notaire, avocat, maire de Guingamp, député de Guingamp le 5 juillet 1831, né le 14 novembre 1772 à Saint-Connan, décédé le 16 avril 1832 à Paris.

## Pour approfondir